# STS-131
STS-131 — космический полёт MTKK «Дискавери» по программе «Спейс Шаттл». 33-й полет шаттла к Международной космической станции.

## Экипаж
- Алан Пойндекстер (Alan Poindexter) (2-й космический полёт) — командир;
- Джеймс Даттон (James P. Dutton) (1) — пилот;
- Ричард Мастраккио (Richard Mastracchio) (3) — специалист по программе полёта;
- Клейтон Андерсон (Clayton Anderson) (2) — специалист по программе полёта;
- Дороти Меткалф-Линденбургер (Dorothy Metcalf-Lindenburger) (единственный) — специалист полета - преподаватель;
- Стефани Уилсон (Stephanie Wilson) (3) — специалист по программе полёта;
- Наоко Ямадзаки (Naoko Yamazaki) (1) — специалист по программе полёта.

## Выходы в открытый космос
Во время полёта было осуществлено три выхода в открытый космос.
- Выход 1 — Мастраккио и Андерсон
- Цели: Подготовка к замене бака с аммиаком в системе охлаждения; замена гироскопа системы навигации; снятие экспериментальных образцов с наружной поверхности японского научного модуля
- Начало: 9 апреля 2010 — 05:31 UTC
- Окончание: 9 апреля 2010 — 11:58 UTC
- Продолжительность: 6 часов 27 минут.

Это 141-й выход в космос связанный с МКС.
Это 4-й выход в космос для Мастраккио и 4-й выход для Андерсона.
- Выход 2 — Мастраккио и Андерсон
- Цели: Установка нового бака с аммиаком в системе охлаждения
- Начало: 11 апреля 2010 — 05:30 UTC
- Окончание: 11 апреля 2010 — 12:56 UTC
- Продолжительность: 7 часов 26 минут.

Это 142-й выход в космос связанный с МКС.
Это 5-й выход в космос для Мастраккио и 5-й выход для Андерсона.
- Выход 3 — Мастраккио и Андерсон
- Цели: Перенос старого бака в грузовой отсек шаттла для отправки на Землю.
- Начало: 13 апреля 2010 — 06:14 UTC
- Окончание: 13 апреля 2010 — 12:38 UTC
- Продолжительность: 6 часов 24 минут.

Это 143-й выход в космос связанный с МКС.
Это 6-й выход в космос для Мастраккио и 6-й выход для Андерсона.

## Цель

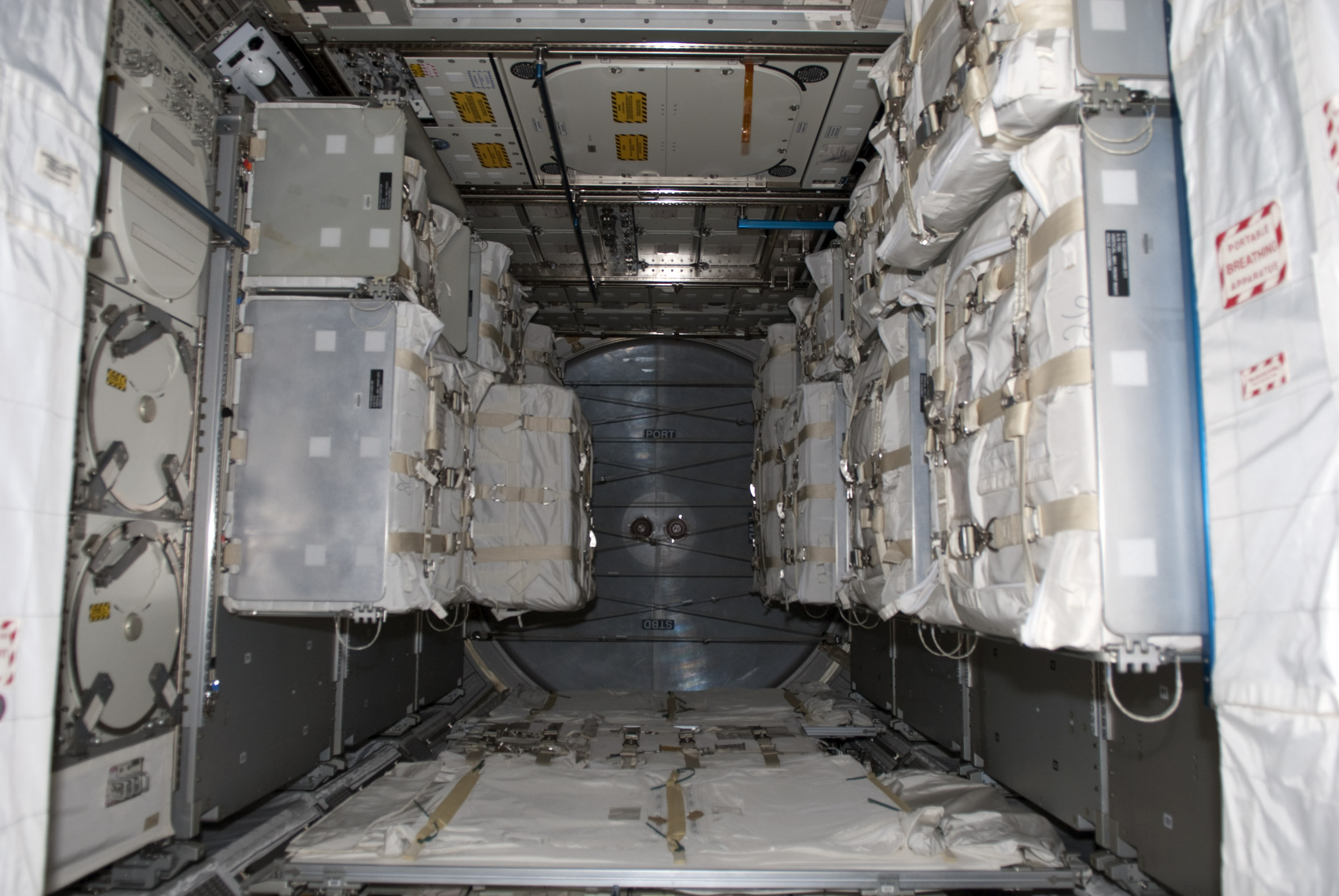
Внутри модуля «Леонардо».

Доставка научного оборудования в транспортном модуле «Леонардо». Это седьмой полёт модуля «Леонардо» к МКС. В модуле «Леонардо» упакованы новые спальные места для членов экипажа МКС, продукты и одежда для экипажа МКС, новая лабораторная морозильная камера, спортивный тренажер, запасные части для системы регенерации воды, экспериментальное оборудование и стойки с расходными материалами. В «Леонардо» также находится специальное ограждение, которое должно быть смонтировано в модуле «Дестини», предназначенного для создания эффекта тёмной комнаты, для улучшения условий наблюдения и фотографирования Земли. В модуле «Леонардо» размещены полезные грузы общим весом около 8,5 тонн. В грузовом отсеке шаттла также помещён бак для аммиака, который астронавтам предстоит установить на станции и включить его в систему охлаждения. Общий вес оборудования и материалов, доставленных на станцию, составляет более 10 тонн.

## Подготовка к полёту
5 декабря 2008 года НАСА назначило экипаж для миссии STS-131: командир Алан Пойндекстер, пилот Джеймс Дэттон, специалисты полёта Ричард Мастраккио, Клэйтон Андерсон, Дороти Меткалф-Линдербургер, Стефани Уилсон, Наоко Ямазаки.
В экипаже «Дискавери» — три новичка космических полётов: Джеймс Дэттон, Дороти Меткалф-Линдербургер и Наоко Ямазаки.
15 февраля 2010 года. Назначенная на 11 февраля перевозка шаттла «Дискавери» из ангара в здание вертикальной сборки перенесена на 22 февраля из-за низкой температуры (7 °C или 45 °F), которая установилась во Флориде. Этот перенос повлечёт за собой перенос старта на начало апреля. Если 22 февраля «Дискавери» будет в здании вертикальной сборки, то перевозка на стартовую площадку состоится 2 марта.
16 февраля. Старт шаттла «Дискавери» переносится с 18 марта на 5 апреля. Полёт «Дискавери» планировался на период с 18 по 30 марта. Недельная задержка перевозки шаттла в здание вертикальной сборки влечет за собой недельный сдвиг, что означает сдвиг возвращения на Землю на начало апреля. На 2 апреля назначен старт российского корабля «Союз ТМА-18» с очередной сменой экипажа МКС. «Союз ТМА-18» должен пристыковаться к МКС 4 апреля. Чтобы избежать пересечения на орбите «Дискавери» и «Союза», старт шаттла переносится на 5 апреля 10 часов 27 минут (6 часов 27 минут восточного летнего времени США). Возвращение на Землю должно состояться 18 апреля в 4 часа 30 минут.

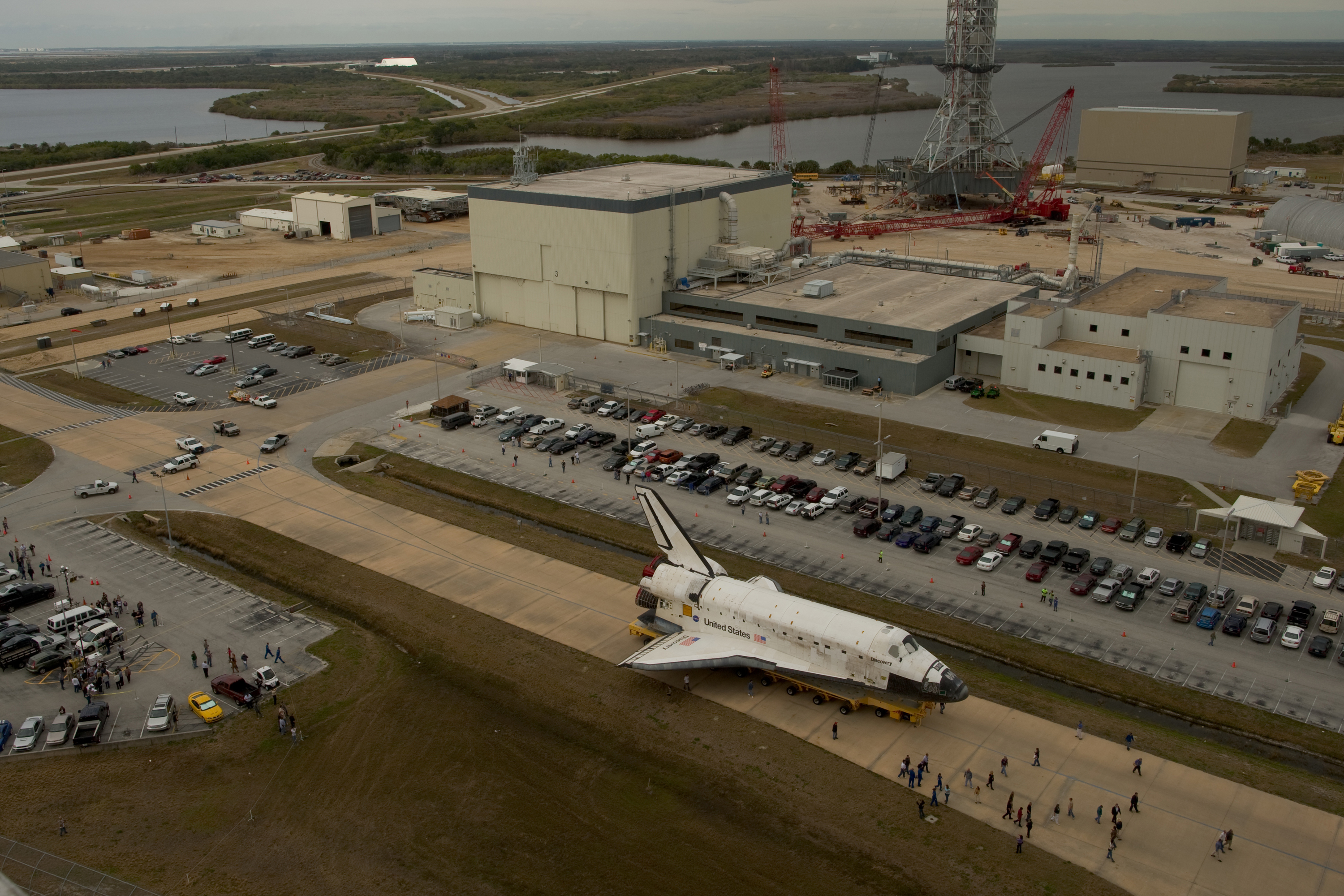
Перевозка «Дискавери» в здание вертикальной сборки.

22 февраля в Космическом центре Кеннеди приземлился шаттл «Индевор», который успешно завершил свою миссию STS-130. В этот же день из ангара в здание вертикальной сборки был перевезён шаттл «Дискавери», который подготавливается к следующей миссии STS-131.

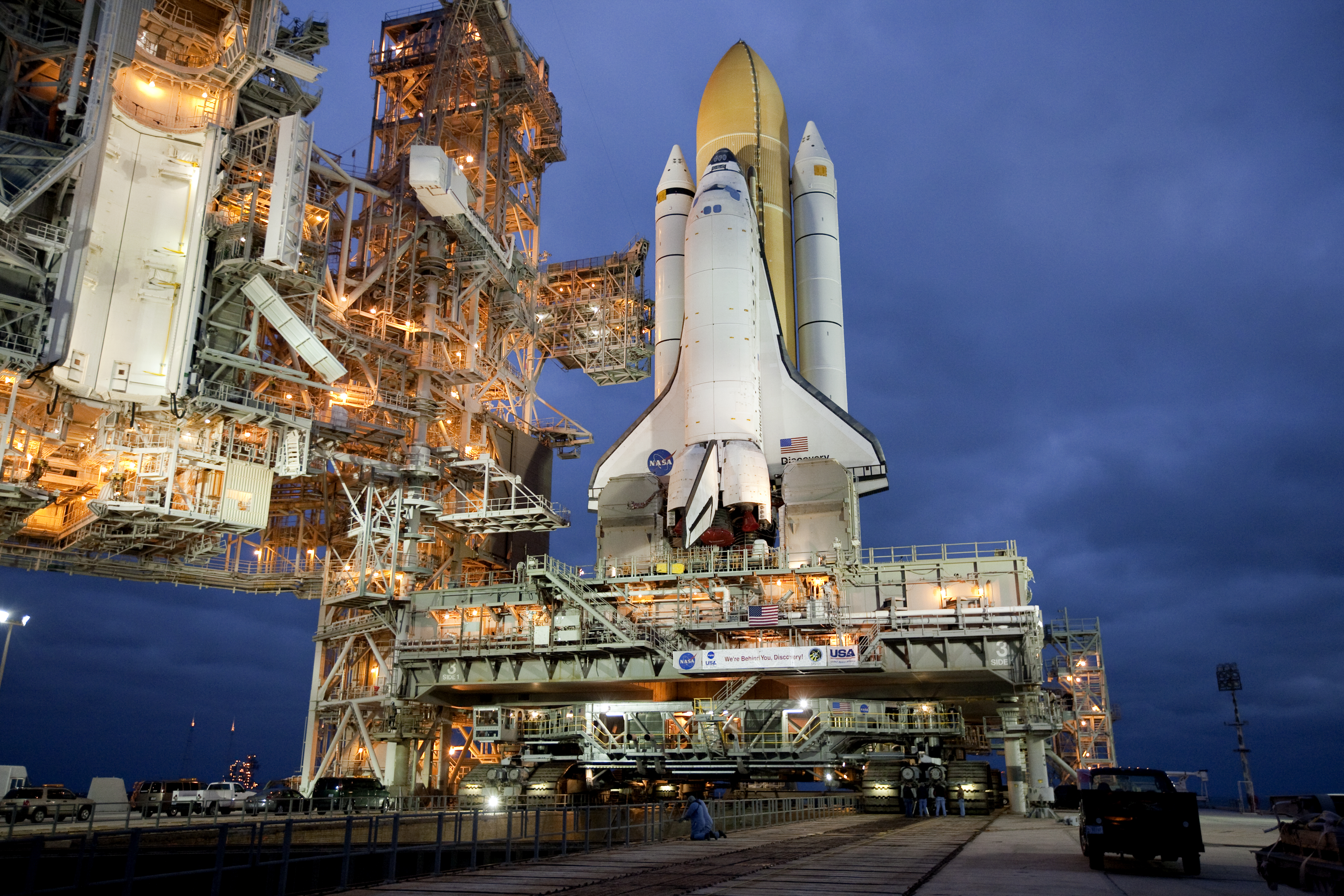
Установка «Дискавери» на стартовой площадке.

В ночь на 2 марта шаттл «Дискавери» в связке с внешним топливным баком и твердотопливными ускорителями перевезён из здания вертикальной сборки на стартовую площадку 39А. Перевозка началась в 4 часа 58 минут (1 марта в 23 часа 58 минут местного времени). В 11 часов 48 минут «Дискавери» был установлен на стартовой площадке.
26 марта официально объявлено, что шаттл «Дискавери» STS-131 стартует 5 апреля в 10 часов 21 минуту по Гринвичу (6 часов 21 минуту летнего времени восточного побережья США).
1 апреля в 10 часов 48 минут на космодром мыса Канаверал прибыл экипаж «Дискавери» для непосредственной подготовки к полёту.
2 апреля в 7 часов по Гринвичу начался обратный предстартовый отсчет времени миссии STS-131. Старт «Дискавери» должен состояться 5 апреля в 10 часов 21 минуту 23 секунд (6 часов 21 минуту местного времени). Если по какой-либо причине старт не состоялся бы 5 апреля, то вторая попытка старта была бы предпринята 6 апреля в 9 часов 59 минут по Гринвичу.

## Описание полёта

### Старт и первый день полёта
6:21 5 апреля — 16:21 5 апреля

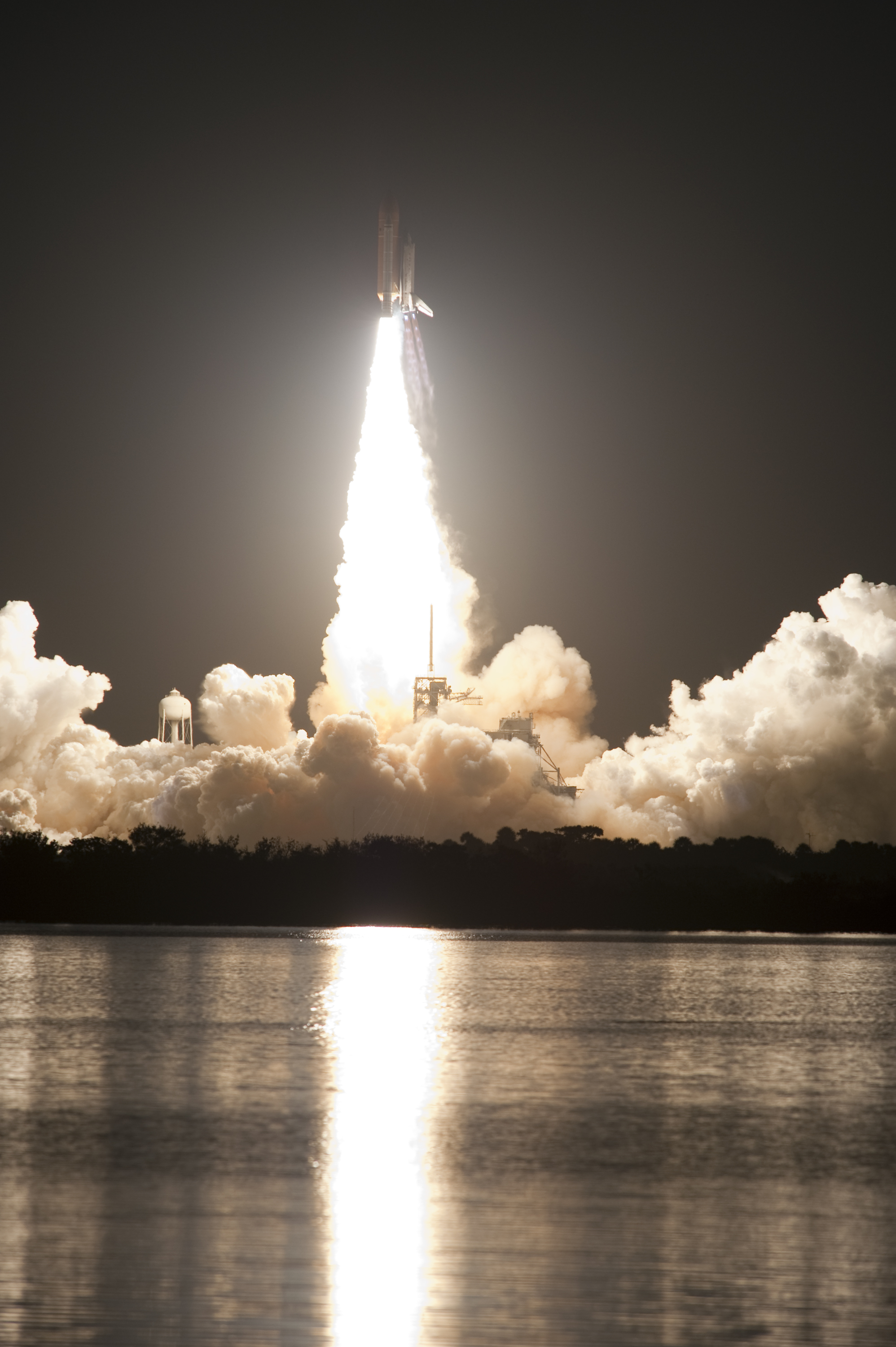
Старт «Дискавери».

Прогноз погоды на время запуска шаттла с вероятностью 80 % благоприятен для старта: переменная облачность, нижняя кромка облаков на высоте 900 метров (3000 футов), скорость ветра 2,6 м/с (5 узлов), температура 18 °C (64 °F).
В 1 час 28 минут, с опозданием на 32 минуты от графика, началась закачка жидких кислорода и водорода во внешний топливный бак шаттла. Получасовая задержка не влияет на время старта. Жидкий кислород закачивается в верхнюю треть внешнего бака. Объём закачиваемого жидкого кислорода составляет 0,65 млн литров (1439000 галлонов),
температура −148 °C (−298 °F). Объём закачиваемого жидкого водорода составляет 1,75 млн литров (385000 галлонов), температура −217 °C (−423 °F). Закачка топлива во внешний топливный бак закончилась в 4 часа 30 минут.
В 6 часов 49 минут экипаж в автобусе прибыл на стартовую площадку 39А, где установлен «Дискавери». В 7 часов астронавты начали размещаться в кабине шаттла. Первым занял своё место командир экипажа Алан Пойндекстер, затем Клей Андерсон, пилот Джеймс Дэттон, Стефании Уилсон, Ричард Мастраккио, японская астронавтка Наоко Ямазаки и Дороти Метклаф-Линденбургер. Посадка экипажа закончилась в 7 часов 47 минут. За два часа до старта, в 8 часов 23 минуты, был закрыт люк шаттла.
В 10 часов 21 минуту шаттл «Дискавери» стартовал. Через 90 секунд после старта вес комплекса спейс шаттл составляет половину от того, что было перед стартом. Твердотопливные ускорители сжигают 5 тонн топлива в секунду (11000 фунтов в секунду), а основные двигатели шаттла потребляют полтонны в секунду жидкого топлива из внешнего бака. Через 2 минуты и 10 секунд были отстреляны отработавшие твердотопливные ускорители. Через четыре с половиной минуты «Дискавери» был на высоте 100 км (63 мили), удаление от точки старта — 290 км (181 миля). Через 8 минут 31 секунду шаттл вышел на орбиту, двигатели шаттла были выключены, шаттл отсоединился от внешнего топливного бака.
После старта «Дискавери» вышел на орбиту с параметрами: апогей 219 км (136 миль) и перигей 58 км (36 миль), через полчаса после старта была проведена корректировка орбиты, параметры которой стали: апогей 259 км (161 миля) и перигей 227 км (141 миля).
В 11 часов 53 минут был раскрыт грузовой отсек шаттла. В 12 часов была раскрыта антенна Ku диапазона. Эта антенна находится в переднем правом углу грузового отсека шаттла. Однако активация и тестирование работоспособности антенны показали, что антенна не функционирует. Антенна Ku диапазона используется как радар во время сближения и стыковки с МКС, а также для высокоскоростной передачи информации (в том числе телевизионного изображения) через спутник на Землю. Хотя антенна отслеживает направление на коммуникационный спутник, но передача команд и информации через антенну не проходит. По-видимому, вышел из строя электронный блок, отвечающий за передачу информации через антенну. Тем не менее, стыковка со станцией может быть осуществлена с применением других средств шаттла.

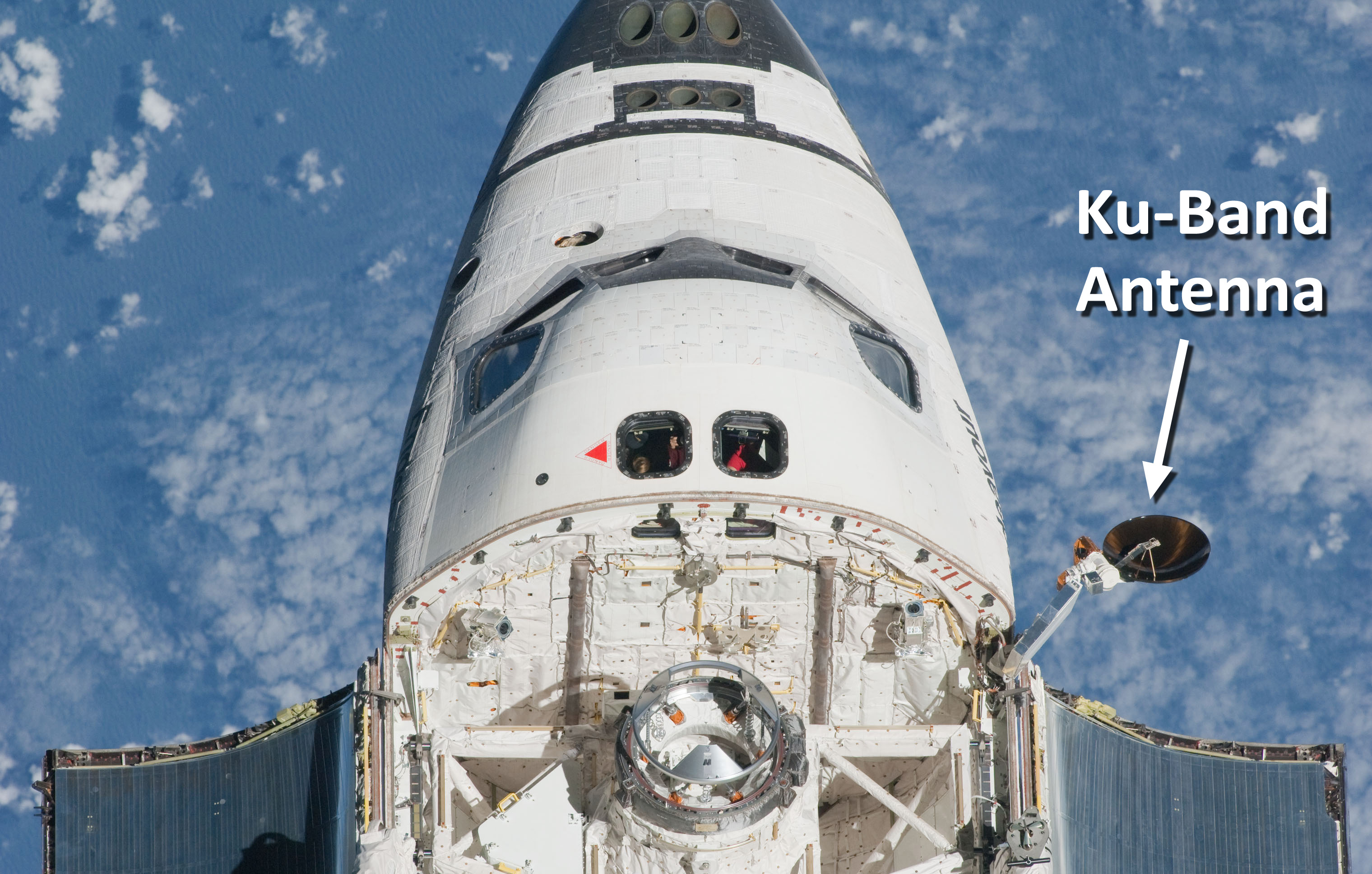
Развернутая антенна Ku диапазона.

Неработоспособность антенны означает невозможность передачи телевизионного изображения теплозащитного покрытия шаттла во время обследования, которое состоится во второй день полёта. В этом случае телевизионное изображение будет записано и позже передано на Землю через антенну Ku диапазона станции. При этом специалисты на Земле, которые занимаются анализом результатов обследования теплозащитного покрытия, будут иметь существенно меньше времени для своей работы. Если неисправность антенны не будет устранена, то вторая инспекция теплозащитного покрытия, которая обычно проводится после расстыковки со станцией, будет проведена до расстыковки, и телевизионное изображение инспекции будет вновь передано на Землю через антенну МКС.
В 13 часов 8 минут была проведена вторая корректировка орбиты. Параметры орбиты шаттла после корректировки: перигей 228 км (142 мили), апогей 335 км (208 миль).
Астронавты переводят системы шаттла в режим работы на орбите. Подготавливают удлинитель манипулятора для предстоящей на следующий день инспекции теплозащитного покрытия шаттла.
Во время старта «Дискавери» Международная космическая станция находилась над Атлантическим океаном, юго-западнее Ирландии.

### Второй день полёта
00:21 6 апреля — 16:21 6 апреля
В 3 часа «Дискавери» находился на расстоянии 2700 км (1700 миль) от станции и приближался к ней со скоростью 185 км за каждый виток вокруг Земли (115 миль за виток).
С помощью лазерного сканера и высокоразрешающей камеры, установленных на удлинителе робота-манипулятора станции, астронавты проводят обследование теплозащитного покрытия днища и кромок крыльев шаттла. Роботом-манипулятором шаттла управляли, сменяя друг друга, Алан Пойндекстер, Джеймс Дэттон, Наоко Ямазаки, Дороти Метклаф-Линденбургер и Стефани Уилсон. Из-за неисправности антенны для высокоскоростной передачи данных, телевизионное изображение, объём которого составляет 40 гигабайт, запоминается в компьютере шаттла. После стыковки со станцией и подсоединения компьютера шаттла к беспроводной сети станции, изображение будет передано через антенну МКС на Землю.
Обследование правого крыла началось в 5 часов 40 минут и продолжалось около полутора часов. Далее были обследованы нос и покрытие передней части шаттла, и затем левого крыла. Обследование было закончено в 10 часов 48 минут. В 11 часов 55 минут удлинитель манипулятора, на котором установлены лазерный сканер и высокоразрешающая камера, был сложен в грузовом отсеке шаттла.
Было проведено несколько корректировок орбиты шаттла с целью сближения со станцией. Параметры орбиты «Дискавери» составляют: перигей 320 км (199 миль), апогей 335 км (208 миль).
Астронавты подготавливали оборудование для предстоящей стыковки с МКС. Ричард Мастраккио и Клей Андерсон проверяли свои скафандры для предстоящих выходов в открытый космос.
В 11 часов «Дискавери» находился на расстоянии 1600 км (1000 миль) от станции и приближался к ней со скоростью 160 км за каждый виток вокруг Земли (97 миль за виток).

### Третий день полёта
00:21 7 апреля — 16:21 7 апреля
День стыковки с Международной космической станцией.
Астронавты предприняли очередную безуспешную попытку активации вышедшей из строя антенны Ku диапазона.

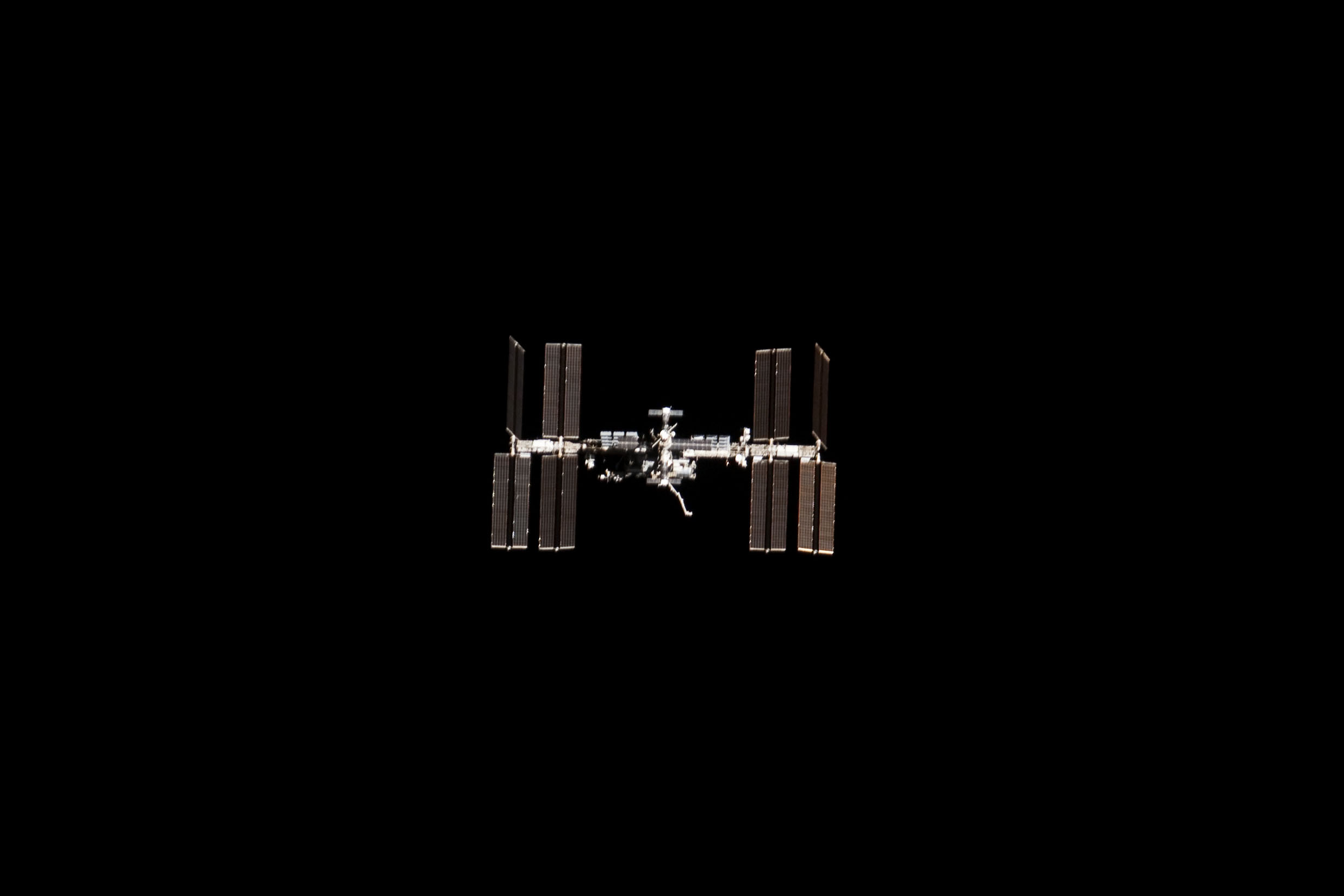
«Дискавери» приближается к МКС.

В 3 часа 36 минут была проведена очередная корректировка орбиты.
В 3 часа 57 минут «Дискавери» находился на расстоянии 68 км (223000 фут) от станции и приближался к ней со скоростью 9 м/с (31 фут/с).
В 5 часов 7 минут была проведена заключительная корректировка орбиты. «Дискавери» находился в 14 км (9 миль) от станции. В 5 часов 44 минуты, приблизительно за два часа перед стыковкой, шаттл находился на расстоянии 10 км (34000 футов) от станции. В 6 часов 16 минут шаттл находился на расстоянии 1,7 км (5500 футов) от станции.
В 6 часов 48 минут, когда «Дискавери» находился на расстоянии (600 футов) под станцией, командир шаттла Алан Пойндекстер начал маневр разворот, в ходе которого шаттл сделал кувырок перед иллюминаторами модуля «Звезда» станции, через которые астронавты МКС Олег Котов и Тимоти Кример снимали теплозащитное покрытие днища и крыльев шаттла. Переворот был совершен за десять минут.
В 7 часов 12 минут шаттл вышел вперёд по курсу от станции. Нос шаттла направлен в космос, корма на Землю, раскрытый грузовой отсек, в котором находится стыковочный узел, направлен на станцию. В это время шаттл находится на расстоянии 80 метров (266 футов) от станции, скорость сближения составляет 6 см/с (0,19 фута в секунду). Астронавты используют ручной лазерный измеритель расстояния. В 7 часов 35 минут расстояние между шаттлом и МКС составляло 15 метров (50 футов).

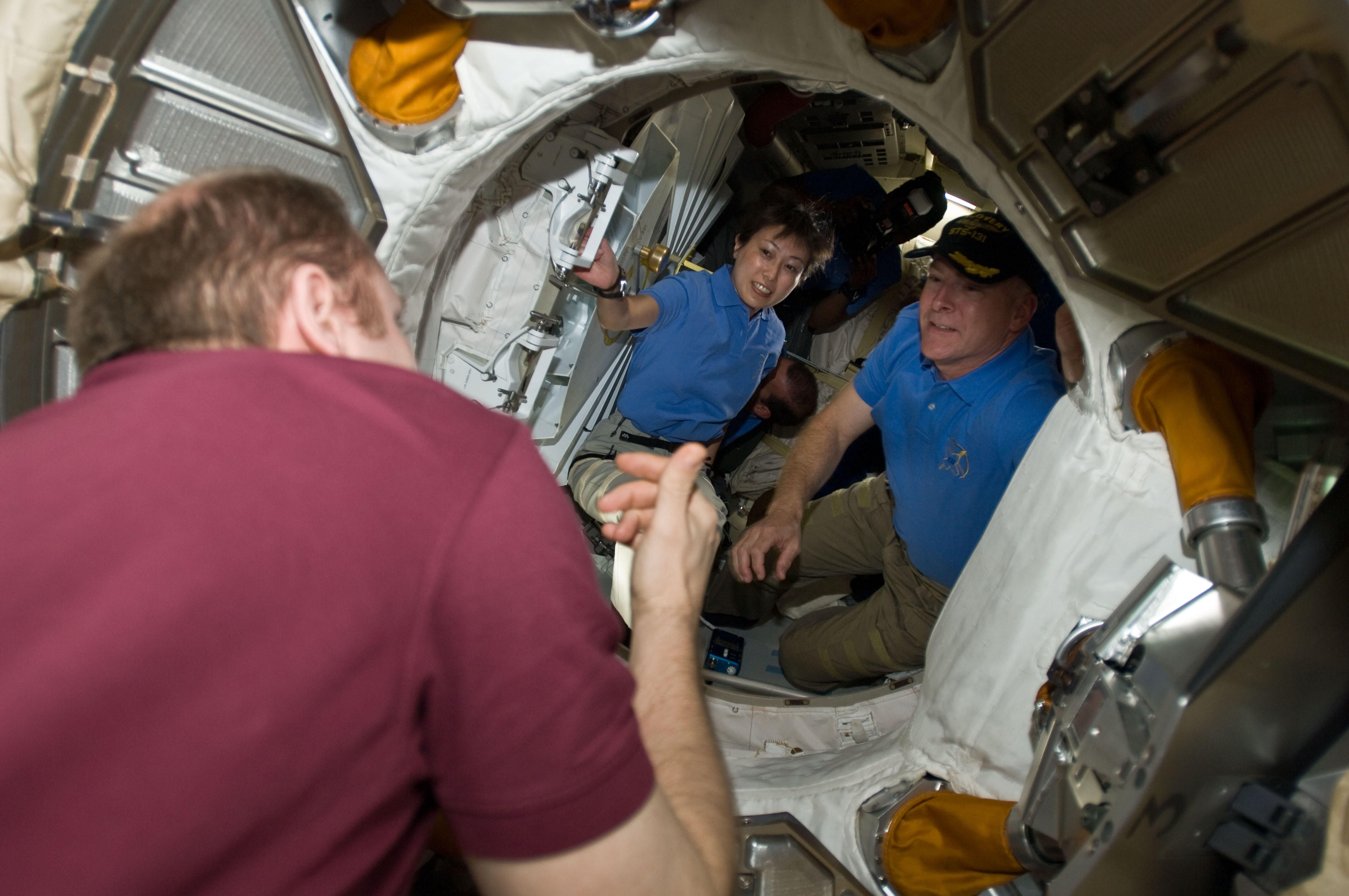
Люк между «Дискавери» и МКС — открыт.

Стыковка состоялась в 7 часов 44 минут над Карибским морем.
Люк между МКС и «Дискавери» был открыт в 9 часов 11 минут. Экипаж «Дискавери» приветствовал экипаж 23-й экспедиции МКС. На орбите встретились экипаж «Дискавери»: Алан Пойндекстер, Джеймс Дэттон, Наоко Ямазаки, Дороти Метклаф-Линденбургер, Ричард Мастраккио, Клей Андерсон, Стефани Уилсон и экипаж 23-й экспедиции МКС: Олег Котов, Тимоти Кример, Соити Ногути, Александр Скворцов, Михаил Корниенко, Трэйси Колдуэл-Дайсон. Впервые на орбите одновременно четыре женщины и впервые в космосе одновременно два японских астронавта.

### Четвёртый день полёта
00:21 8 апреля — 16:21 8 апреля

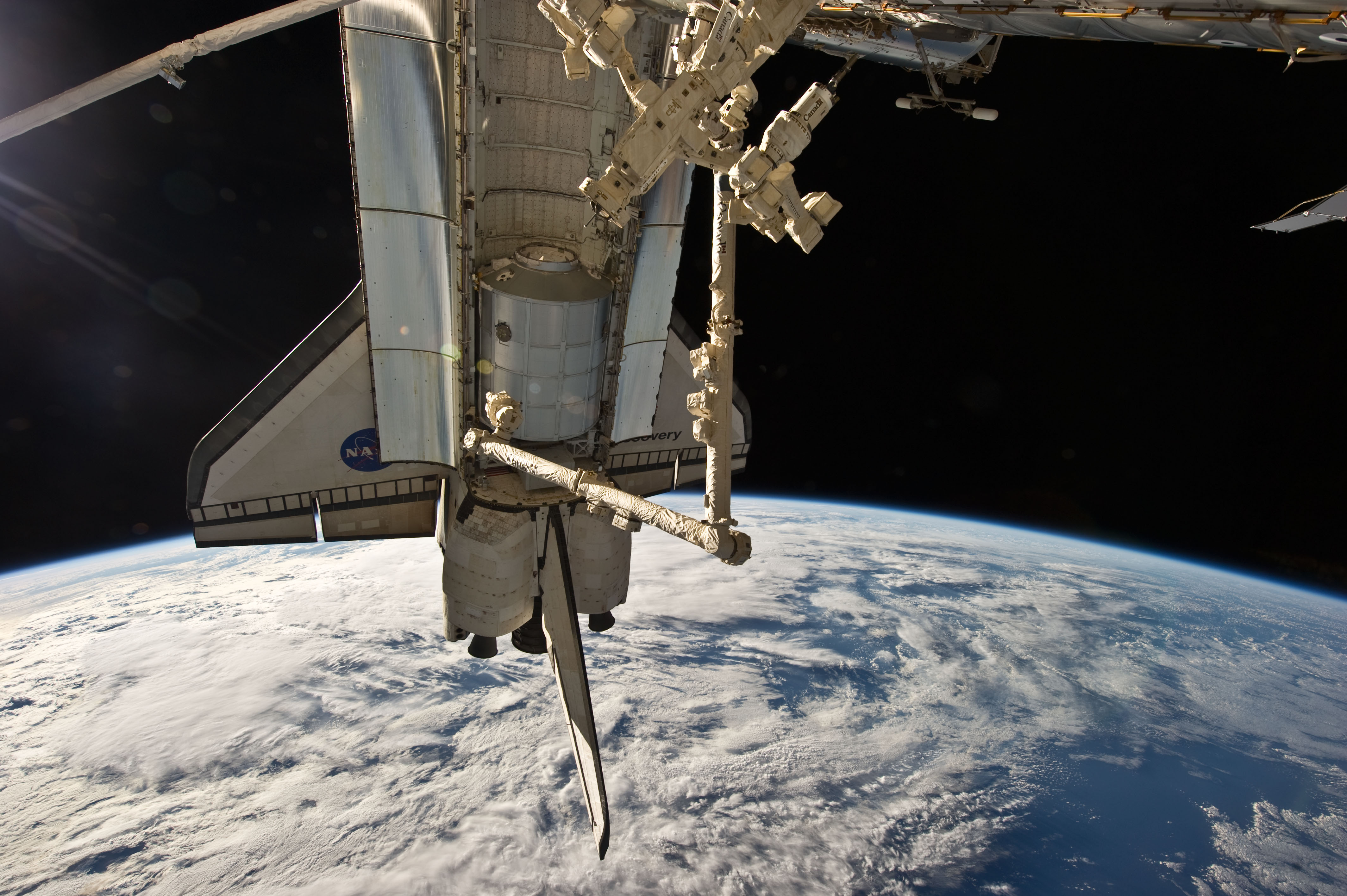
Подъём модуля «Леонардо» из грузового отсека шаттла.

Выгрузка модуля «Леонардо» из грузового отсека шаттла и пристыковка его к модулю «Гармония». Вес модуля «Леонардо» вместе с полезным грузом, находящимся в нём, составляет 12,4 тонны (27274 фунтов), размеры модуля: длина 6,4 метра (21 фут), диаметр 4,6 метра (15 футов).
Выгрузка модуля осуществлялась с помощью робота-манипулятора МКС, которым из модуля «Дестини» управляли Стефани Уилсон и Наоко Ямазаки.
В 2 часа 30 минут модуль «Леонардо» был зацеплен манипулятором. В 2 часа 55 минут были открыты замки, удерживающие модуль в грузовом отсеке шаттла. В 3 часа 21 минуту модуль был поднят из грузового отсека «Дискавери». В 4 часа 14 минут модуль был подведён к направленному на Землю стыковочному узлу модуля «Гармония». В 4 часа 24 минуты «Леонардо» был пристыкован к станции. В 4 часа 54 минуты манипулятор станции был отведён от модуля «Леонардо». Открытие люка в модуль «Леонардо» запланировано на 12 часов.
Ричард Мастраккио и Клей Андерсон готовились к предстоящему на следующий день первому выходу в открытый космос.

### Пятый день полёта
00:51 9 апреля — 17:21 9 апреля

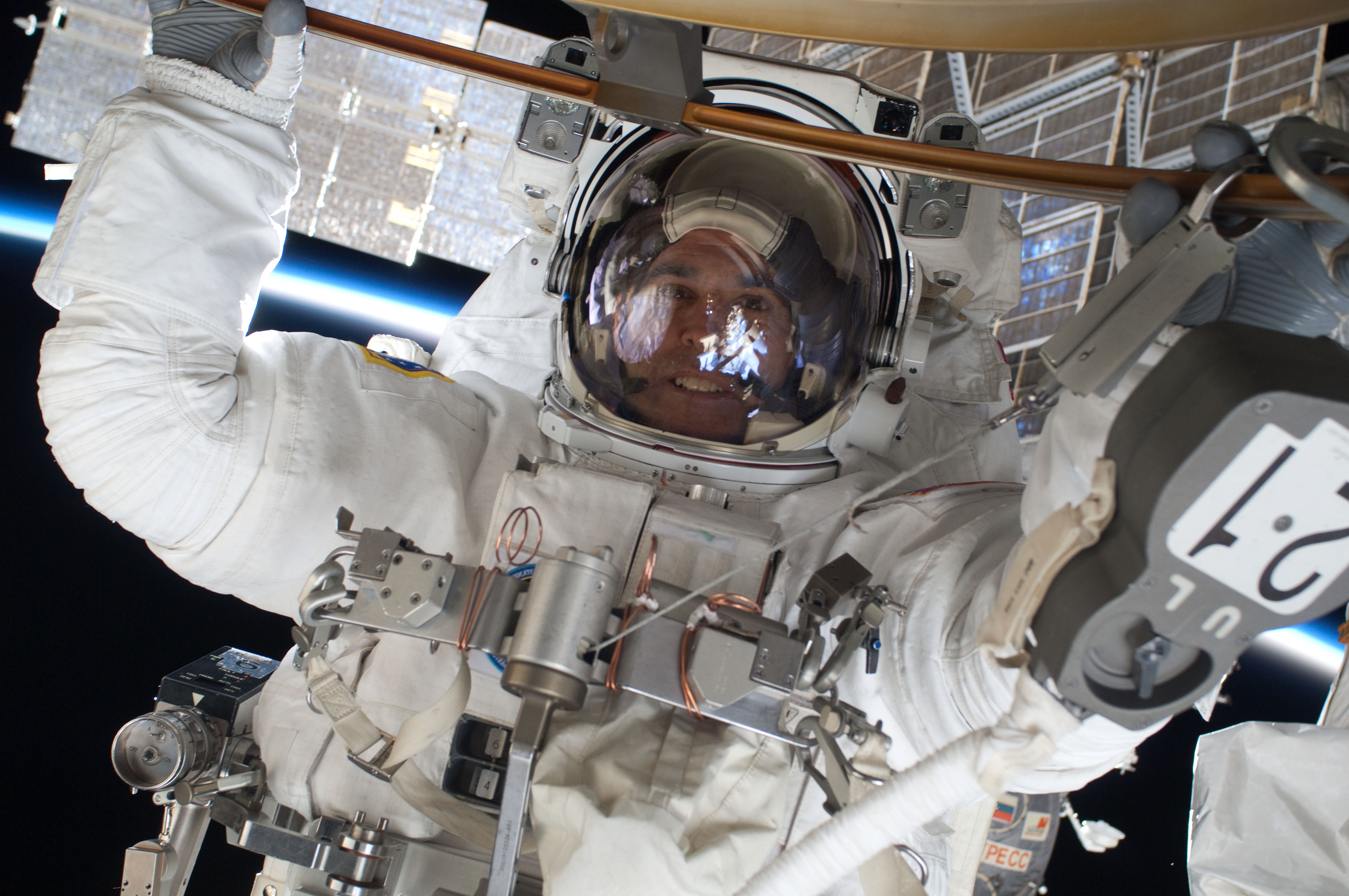
Мастраккио в открытом космосе.

Первый выход в открытый космос. Выходящие астронавты Ричард Мастраккио и Клей Андерсон. В июле 2007 года астронавты Мастраккио и Андерсон уже совершали совместный выход в открытый космос. В то время Андерсон был членом 15-й долговременной экспедиции МКС, а Мастраккио прибыл на станцию на шаттле «Индевор» STS-118.
Задание выхода — переноска бака аммиака из грузового отсека шаттла на ферменную конструкцию станции.
Во время трёх выходов в открытый космос астронавтам предстояло заменить бак с аммиаком на правой стороне ферменной конструкции станции. Во время первого выхода астронавты должны были достать бак для аммиака из грузового отсека «Дискавери» и временно закрепить его на ферменной конструкции станции. Во время второго выхода астронавты должны будут поменять старый бак на новый и во время третьего выхода они должны были перенести старый бак от ферменной конструкции в грузовой отсек шаттла и закрепить его там. Аналогичная операция на правой стороне ферменной конструкции была выполнена астронавтами во время полёта «Дискавери» STS-128 в сентябре 2009 года. Вес бака аммиака составляет 770 кг (1700 фунтов).
Выход начался в 5 часов 31 минуту. Координатором выхода внутри станции была Дороти Метклаф-Линденбургер. Роботом-манипулятором станции управляли Стефании Уилсон и Джозеф Дэттон.. Выйдя из модуля «Квест», Мастраккио направился в грузовой отсек шаттла, где закреплен новый бак с аммиаком. Он установил на баке приспособление для захвата, с помощью которого бак будет зацеплен роботом-манипулятором. Андерсон направился к сегменту S1, где находится старый бак с аммиаком, который подлежит замене. Андерсон отсоединил от бака подводящие линии аммиака и азота. Затем астронавты сняли крепления, удерживавшие новый бак в грузовом отсеке. В 7 часов 39 минут бак был освобожден и Андерсон поднял его руками над головой. В 7 часов 47 минут бак был захвачен подведенным к нему манипулятором станции. С помощью манипулятора, бак был перенесён к тележке мобильного транспортёра.

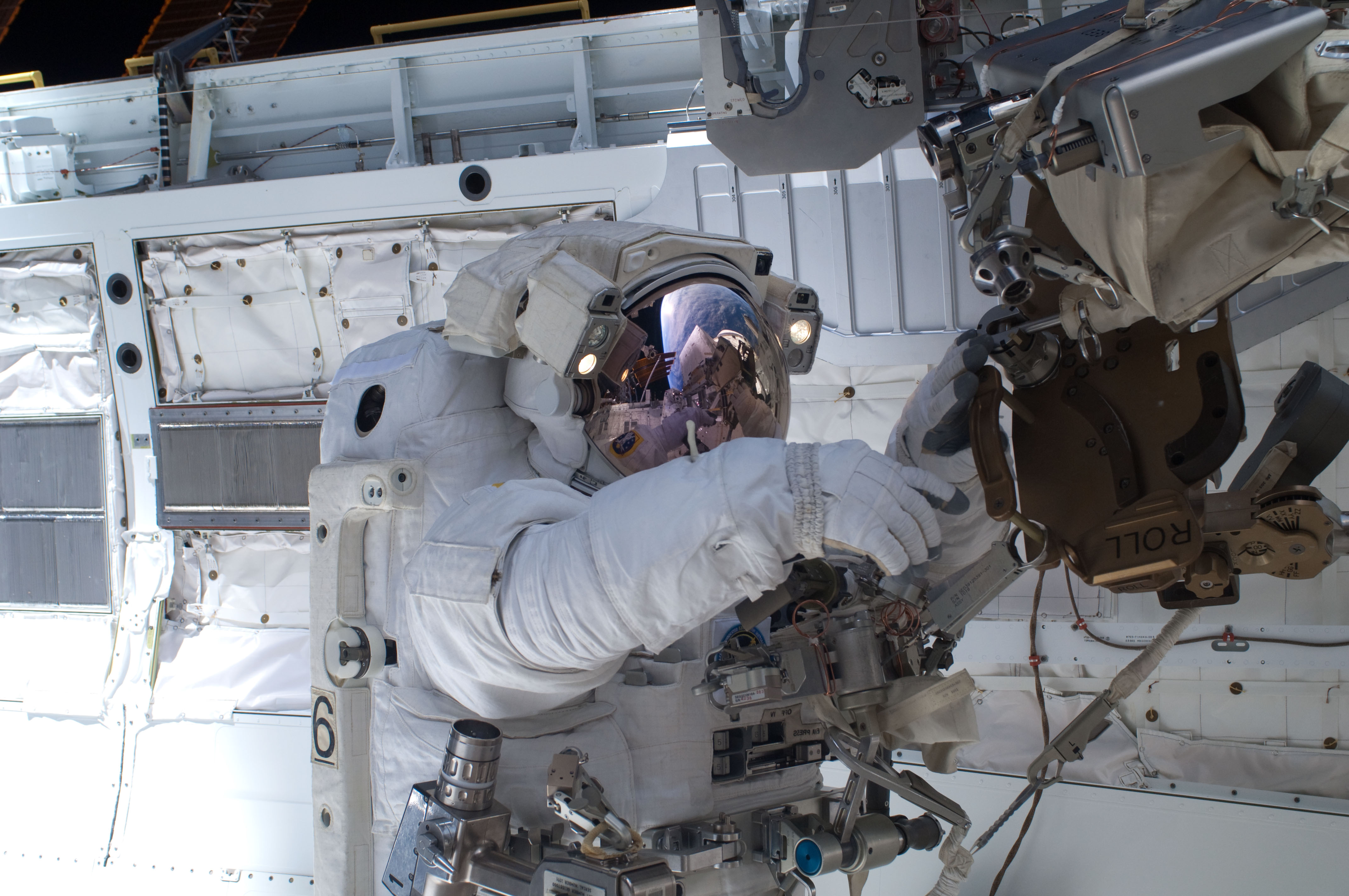
Андерсон в открытом космосе.

В это время (8 часов 22 минут) Ричард Мастраккио направился к японскому модулю «Кибо», где он снял экспериментальные образцы, чтобы перенести их в станцию.
Астронавты переместились к тележке мобильного транспортёра, чтобы временно закрепить на ней новый бак с аммиаком.
В 9 часов 20 минут астронавты направляются к центральному сегменту ферменной конструкции станции S0. Здесь астронавты заменили блок гироскопа.
В 10 часов 30 минут астронавты выполнили все запланированные задания.
Выход закончился в 11 часов 58 минут. Продолжительность выхода составила 6 часов 27 минут.
Это был 141 выход в открытый космос связанный с МКС.
Внутри станции астронавты переносили оборудование из модуля «Леонардо» в станцию. В этот день были перенесены новые спальные места для членов экипажа МКС и новая лабораторная морозильная камера.

### Шестой день полёта
01:21 10 апреля — 17:21 10 апреля
В НАСА объявили, что полёт «Дискавери» продлён на одни сутки. Дополнительное время необходимо для проведения заключительного обследования теплозащитного покрытия шаттла. Это обследование будет проведено до отстыковки «Дискавери» от станции, чтобы передать телевизионное изображение на Землю через высокоскоростной канал МКС, так как антенна Ku диапазона шаттла не функционирует. Ранее инспекция теплозащитного покрытия шаттла в состыкованном со станцией положением проводилась в марте 2008 года во время полёта «Индевор» STS-123. Приземление перенесено на 19 апреля в 12 часов 54 минуты.

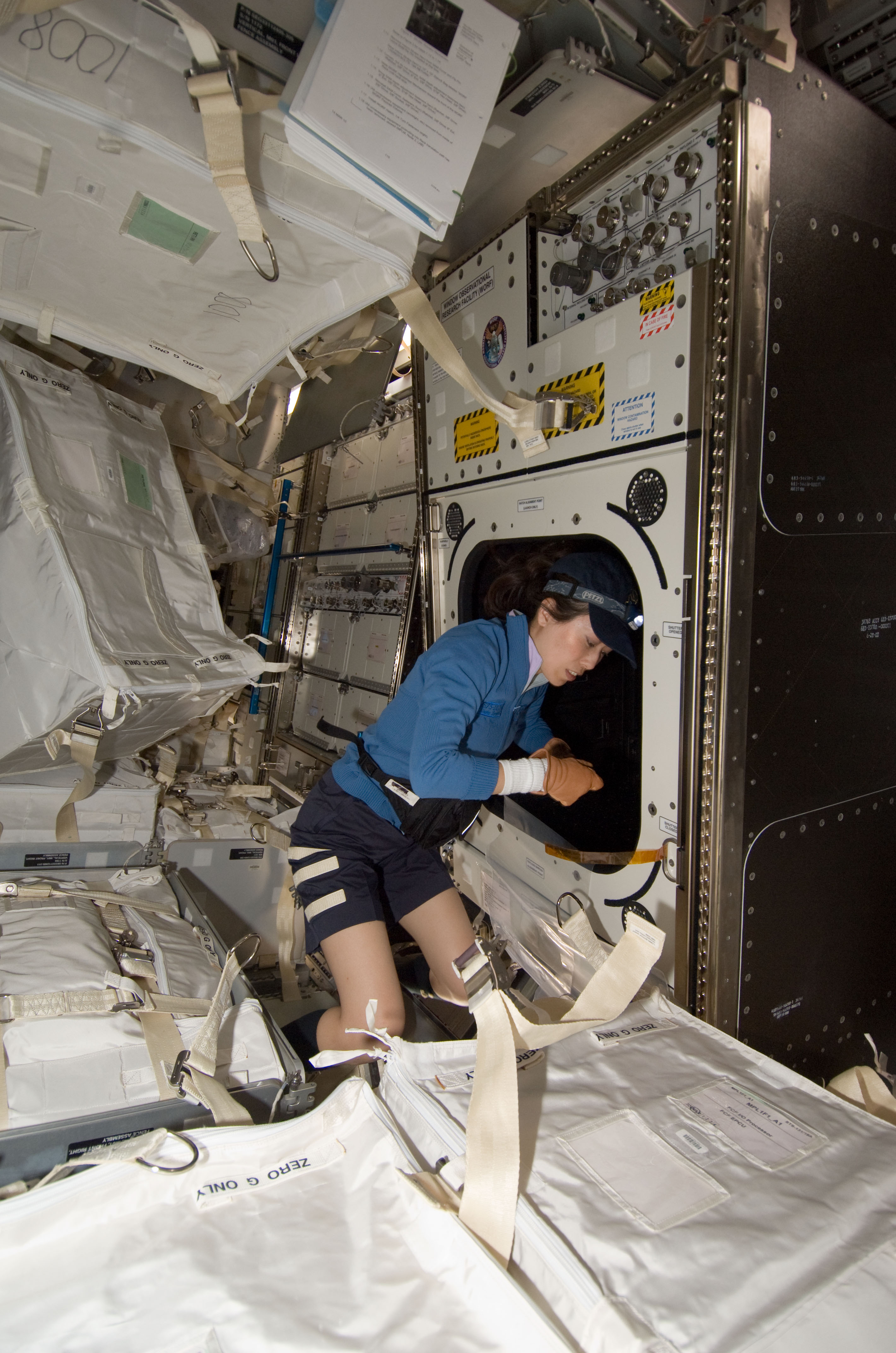
Наоко Ямазаки собирает ограждение «тёмная комната» в модуле «Дестини».

День был посвящён переноске доставленных грузов из модуля «Леонардо» в МКС. Для разгрузки модуля «Леонардо» требуется около 120 часов. Японская астронавт Наоки Ямазуки осуществляет общую координацию процесса разгрузки модуля.
5 часов 24 минуты сработал датчик задымления в российском модуле «Звезда». Астронавты «Дискавери» прервали работу и заняли свои места в шаттле. В 5 часов 31 минут было установлено, что это было ложное срабатывание датчика задымления. Датчик сработал из-за пыли, возникшей при чистке воздушного фильтра в модуле «Звезда».
Астронавты Ричард Мастраккио, Клей Андерсон и Стефани Уилсон беседовали с радио репортёрами Nebraska Public Radio, CBS Newspath and Radio Network and KETV-TV in Omaha.
Алан Пойндекстер, Джеймс Дэттон и Доротти Метклаф-Линденбургер провели беседу со студентами, которые находились в Монтерейе (Калифорния).
Ричард Мастраккио и Клей Андерсон готовили свои скафандры, оборудование и инструменты к предстоящему на следующий день второму выходу в открытый космос.

### Седьмой день полёта
01:21 11 апреля — 17:51 11 апреля
Второй выход в открытый космос. Замена старого бака аммиака на новый на сегменте S1 на правой стороне ферменной конструкции. Подлежащий замене бак был доставлен и смонтирован на станции вместе с сегментом S1 в 2002 году. Аналогичный бак на левой стороне ферменной конструкции был заменён во время экспедиции «Дискавери» STS-128 в сентябре 2009 года.

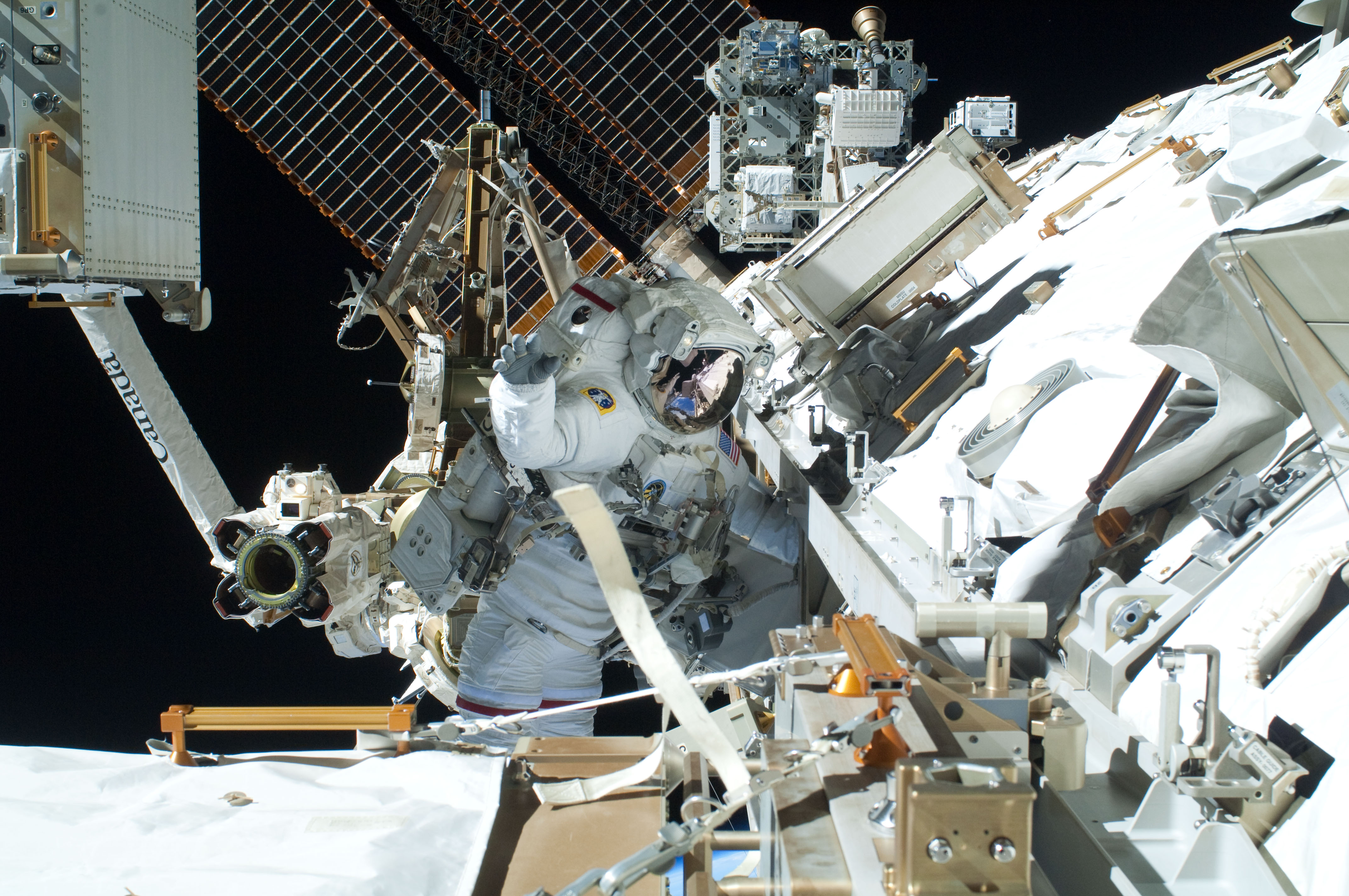
Мастраккио — второй выход в открытый космос.

Координатором выхода внутри станции была Дороти Метклаф-Линденбургер.
Начало выхода было запланировано на 6 часов 16 минут. Астронавты были готовы к выходу раньше запланированного времени.
Выход начался в 5 часов 30 минут. Астронавты направились к сегменту S1, где находится бак с аммиаком системы охлаждения станции.
Астронавты отсоединили старый бак, и Мастраккио поднял его над головой, в то время как Андерсон давал указания, чтобы помочь Стефани Уилсон правильно позиционировать робот-манипулятор станции. В 6 часов 29 минут бак был захвачен манипулятором и затем перенесен к подвижной тележке, на которой он был временно помещен и закреплён (7 часов 26 минут). В то время пока манипулятор перемещался к новому баку, астронавты установили устройство захвата на сегменте Р1.

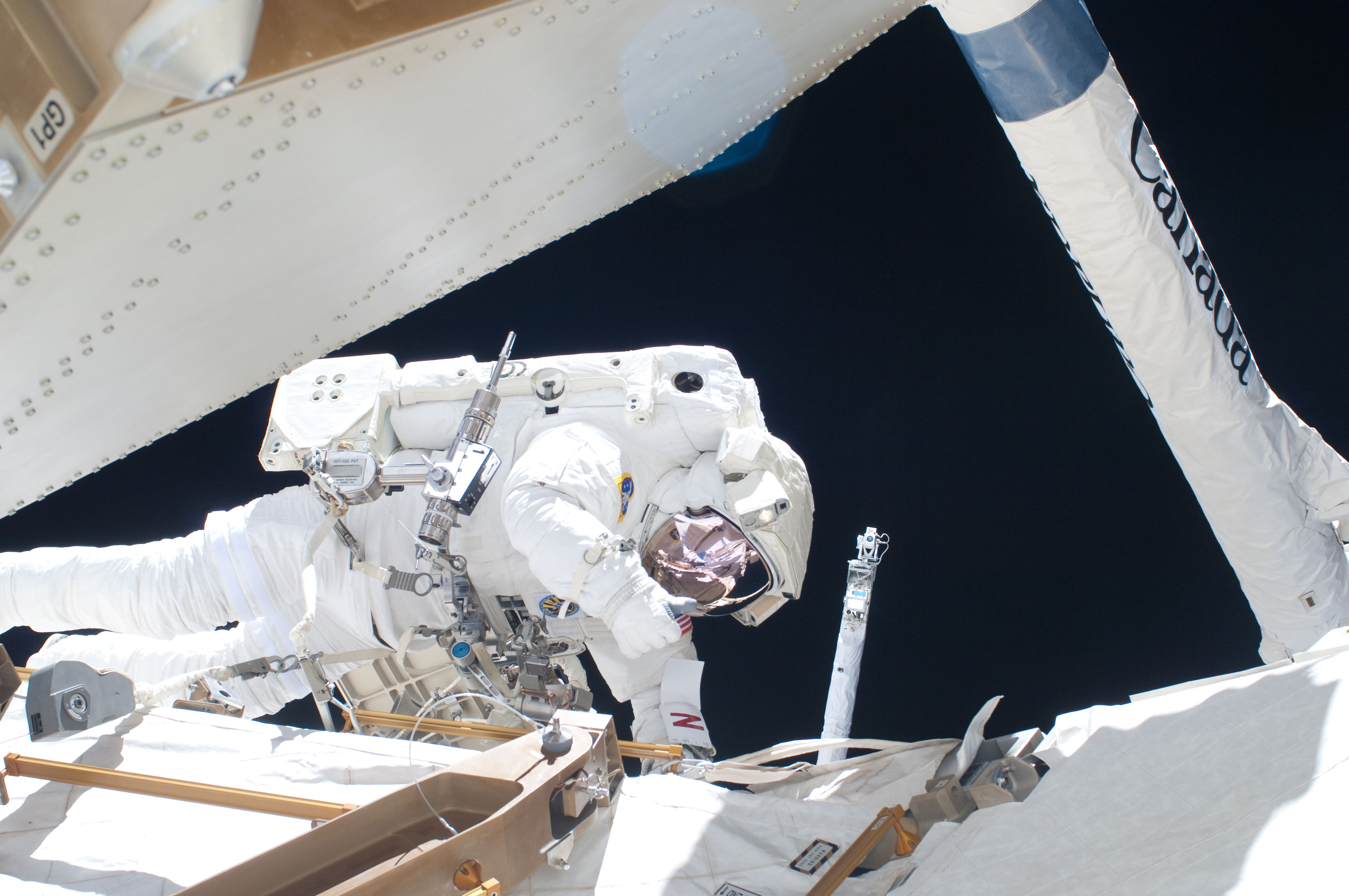
Андерсон — второй выход в открытый космос.

В 7 часов 52 минуты манипулятором был зацеплен новый бак аммиака, который был временно закреплен на ферменной конструкции во время первого выхода в открытый космос. В 8 часов 48 минут новый бак был подведён к месту установки на сегменте S1. В 9 часов 9 минут Мастраккио и Андерсон установили бак на предназначенное для него место. Астронавты начали установку нового бака вместо только что демонтированного старого. При закреплении бака астронавты столкнулись с проблемой: долгое время они не могли закрутить последний из четырех винтов. Андерсон вернулся в шлюзовой модуль и принёс дополнительные инструменты. После нескольких попыток, потеряв на этом полтора часа времени, астронавтам удалось справиться с этой проблемой. В 10 часов 46 минут астронавты закрепили бак и приступили к подключению кабелей и подсоединять шланги, по которым к баку подводится аммиак и азот. Но, эта работа не была выполнена до конца из-за недостатка времени. Астронавты должны были раньше войти в шлюзовой модуль, чтобы иметь время для осмотра и очистки своих скафандров, которые могли быть загрязнены остатками аммиака из системы охлаждения.
В 11 часов 30 минут астронавты вернулись к снятому баку аммиака и отсоединили его от подвижной тележки и установили на нем крепления, с помощью которых этот бак будет зафиксирован в грузовом отсеке «Дискавери» для отправки на Землю. Бак был вновь захвачен роботом-манипулятором и перенесен на другую сторону ферменной конструкции. Здесь старый бак останется до следующего выхода в открытый космос.
Дополнительно астронавты должны были снять панель микрометеоритной защиты, но из-за нехватки времени, эта работа перенесена на третий выход в космос.
В 12 часов 45 минут астронавты вернулись в шлюзовой модуль «Квест». В 12 часов 53 минуты был закрыт люк шлюзового модуля.
Выход закончился в 12 часов 56 минут. Продолжительность выхода составила 7 часов 26 минут.
Это был 142 выход в открытый космос связанный с МКС и 235 выход, осуществленный американскими астронавтами.

### Восьмой день полёта
01:51 12 апреля — 18:21 12 апреля
12 апреля 1961 года Юрий Гагарин совершил первый космический полёт, 12 апреля 1981 года совершил первый пилотируемый полёт шаттл «Колумбия».
Космонавты и астронавты долговременной экспедиции МКС общались с президентом России Д. А. Медведевым, который поздравил космонавтом с днём космонавтики (начало разговора в 7 часов 45 минут по Гринвичу, 11 часов 45 минут московского летнего времени).
Астронавты имели время для отдыха. Продолжение переноски оборудования из «Дискавери» в станцию и результатов экспериментов и ненужного более на станции оборудования в обратном направлении: из станции в «Дискавери».
Японские астронавты Наоко Ямазаки и Соитии Ногути разговаривали японскими студентами и бывшим астронавтом Мамору Мори (начало разговора в 10 часов 41 минута).
Астронавты общались с репортерами американских радио и телевизионных станций: ABC, MSNBC, FOX и KUSA-TV (начало разговора в 15 часов 36 минут).
Ричард Мастраккио и Клей Андерсон готовили свои скафандры, оборудование и инструменты к предстоящему на следующий день третьему выходу в открытый космос.

### Девятый день полёта
02:21 13 апреля — 19:21 13 апреля
Третий выход в открытый космос. Завершение подключения вновь смонтированного бака в системы охлаждение станции, перенос демонтированного бака аммиака в грузовой отсек шаттла для отправки на Землю, демонтаж не нужной более противометеоритной панели с внешней складской платформы № 2.

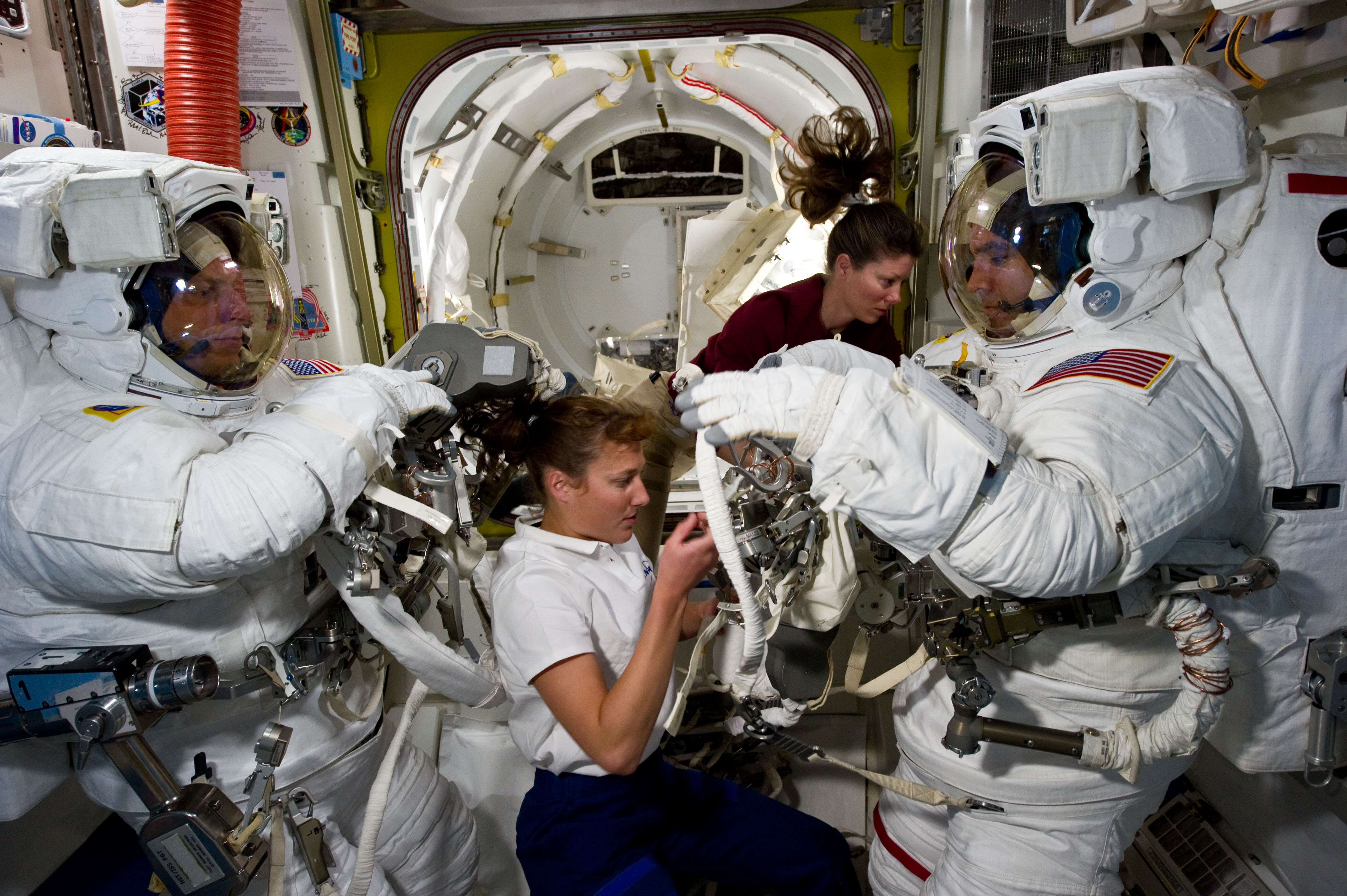
Подготовка к выходу в модуле «Квест».

Координатором выхода внутри станции была Дороти Метклаф-Линденбургер.
Роботом-манипулятором управляли Стефани Уилсон и Джеймс Дэттон из модуля «Дестини».
Выход начался в 6 часов 14 минут, почти на час раньше запланированного времени.
Мастраккио направился к сегменту S1, чтобы подключить подводящие шланги к новому баку аммиака, установленному на сегменте S1 во время второго выхода. Андерсон направился к складской платформе № 2, чтобы снять с неё защитную панель.
В 7 часов Мастраккио подсоединил все шланги к баку. В 7 часов 33 минуты Андерсон снял защитную панель и перенес её в шлюзовой модуль.
Оба астронавта направились к баку аммиака, чтобы подготовить его к установке в грузовом отсеке шаттла. Стефани Уилсон и Джеймс Дэттон с помощью робота-манипулятора подняли старый бак аммиака и начали переносить его в грузовой отсек шаттла. В 8 часов 30 минут бак был опущен в грузовой отсек «Дискавери». В 9 часов 10 минут Андерсон и Мастраккио отцепили бак от манипулятора и установили его в специальной транспортной конструкции в грузовом отсеке. Астронавты вновь столкнулись с проблемой, при закручивании крепёжных винтов. В конце концов (10 часов 35 минут), астронавтам удалось закрутить все винты. Снятый с МКС и доставленный на Землю бак аммиака будет отремонтирован, вновь наполнен аммиаком и вновь отправлен на МКС.
Из-за задержки, вызванной проблемами во время закрепления старого бака, руководство полётом приняло решение отказаться от планировавшегося переноса экспериментальных образцов с внешней поверхности европейского модуля «Колумбия» в грузовой отсек шаттла для отправки на Землю. Вместо этого астронавты провели подготовительные работы перед установкой новой антенны на сегменте Z1. Новая антенна будет установлена во время полёта шаттла «Атлантис» STS-132. В 12 часов астронавты закончили работу на сегменте Z1 и начали собирать свои инструменты. В 12 часов 26 минут они вернулись в шлюзовой модуль «Квест».

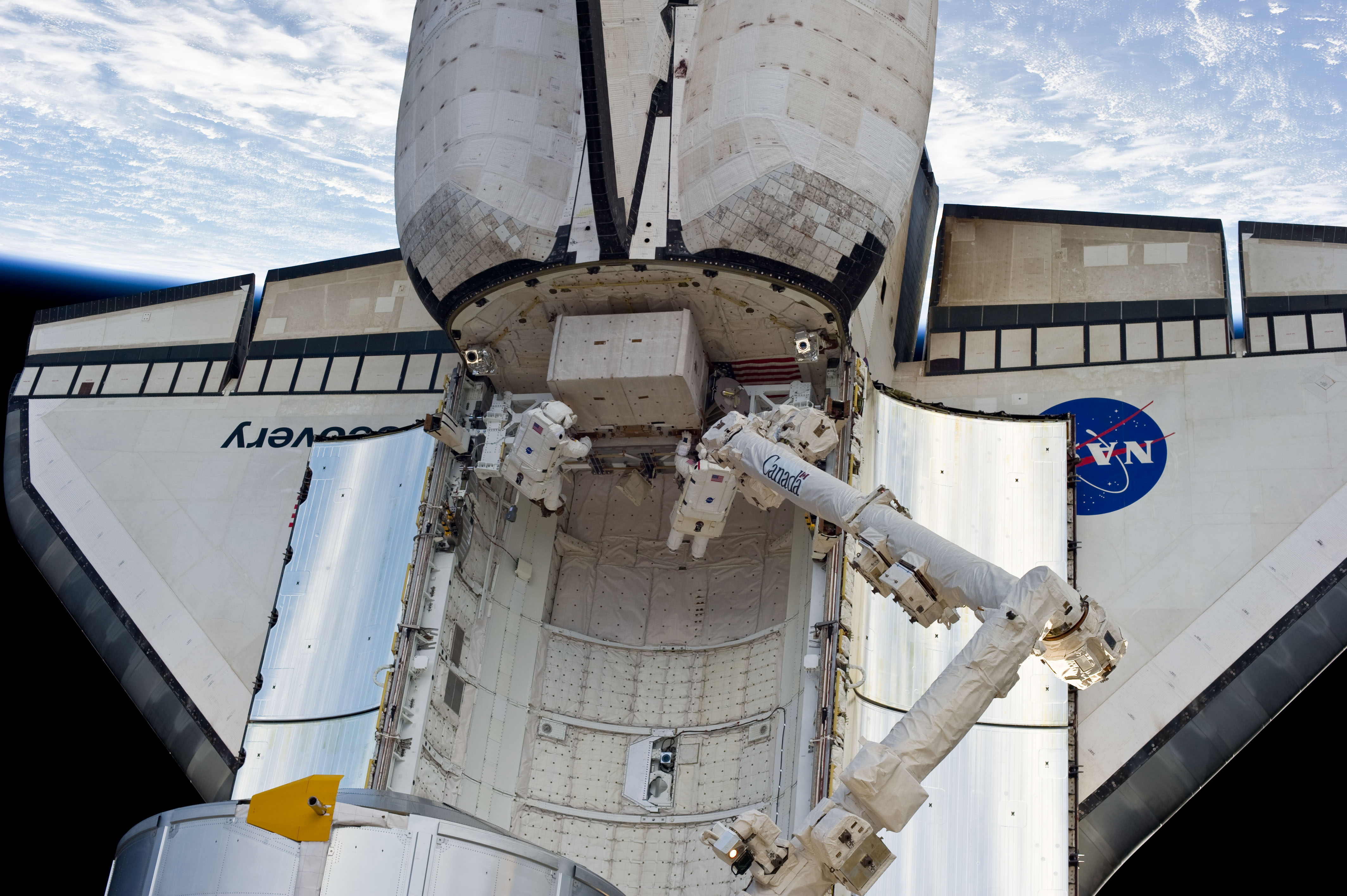
Мастраккио и Андерсон работают в грузовом отсеке «Дискавери».

Выход закончился в 12 часов 38 минут. Продолжительность выхода составила 6 часов 24 минуты.
Это был 143 выход в открытый космос связанный с МКС и 236 выход осуществленный американскими астронавтами.
Это был шестой выход Ричарда Мастраккио, его суммарное время в открытом космосе составило 38 часов 30 минут. Это был также шестой выход Клея Андерсона, его суммарное время в открытом космосе составило 38 часов 28 минут.
При включении нового, только что подключенного к системе бака аммиака, обнаружилось, что один из вентилей, на шланге подводящем азот, не функционирует.

### Десятый день полёта
03:21 14 апреля — 20:21 14 апреля
Астронавты продолжали переноску доставленных на станцию грузов.
Астронавты «Дискавери» и МКС участвовали в пресс-конференции (начало в 11 часов 26 минут) для средств массовой информации США, России и Японии.
Астронавты имели время для отдыха. В рамках образовательной программы НАСА, астронавты участвовали в разговоре со студентами одной из школ в Северной Каролине.

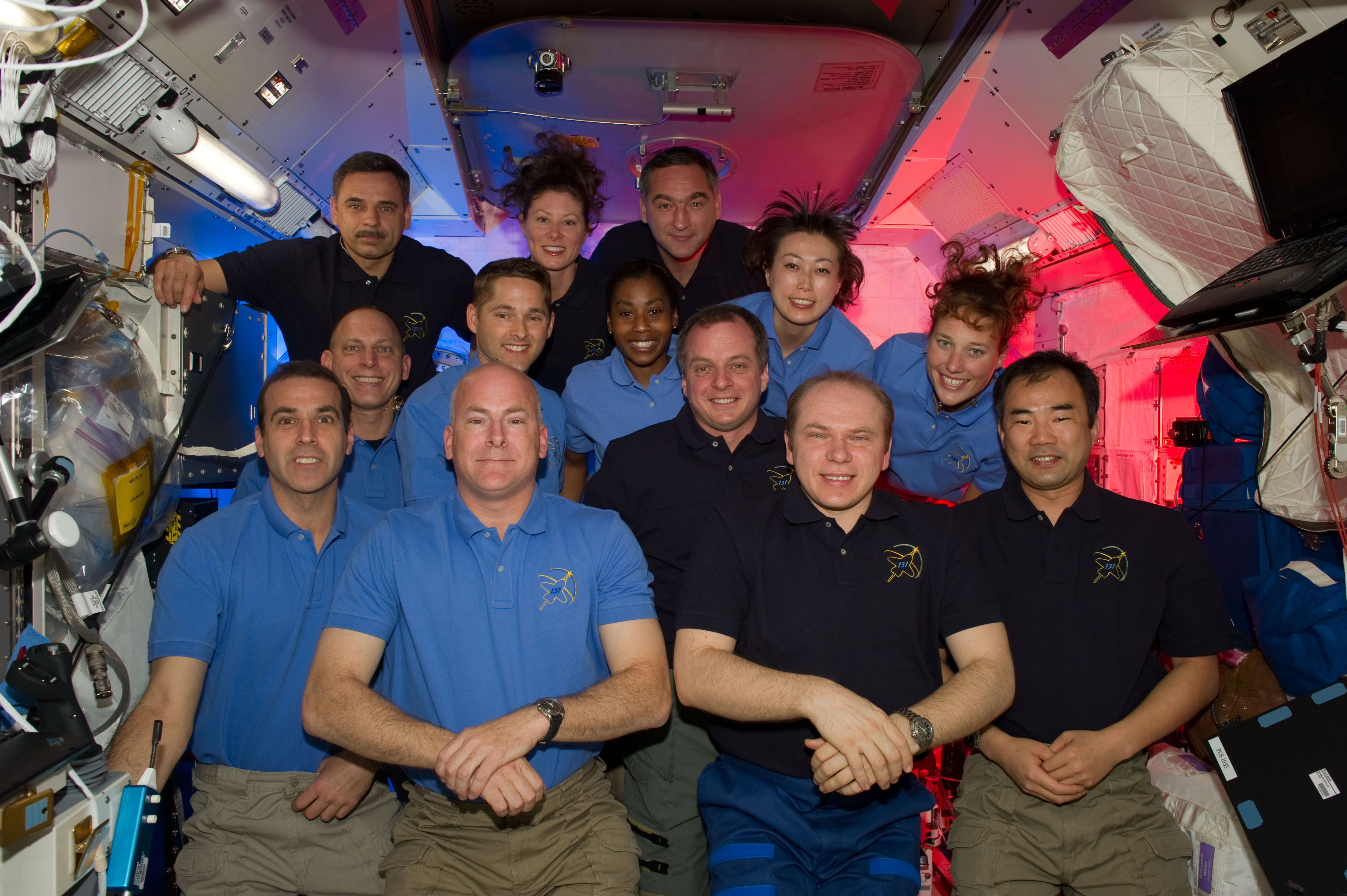
Совместный портрет экипажей «Дискавери» и МКС.

Инженеры на Земле пытаются устранить неисправность вентиля на линии, подводящей азот к новому баку с аммиаком в системе охлаждения станции. Устранить неисправность пока не удалось. Если с помощью команд из центра управления полётом неисправность не удастся устранить, то для решения проблемы придётся выходить в открытый космос. До тех пор на станции будет функционировать только одна петля охлаждения. Клапан должен быть подчинен не позже конца апреля, иначе, чтобы не было перегрева, половина электронного оборудования станции должна будет отключена.
Усилия специалистов на Земле по восстановлению работоспособности клапана были безуспешны. НАСА рассматривает возможность осуществления выхода в открытый космос для замены бака с азотом, в котором находится неисправный клапан. На ферменной конструкции станции, на внешних складских платформах, имеется два запасных бака с азотом. Рассматриваются два варианта: или полёт «Дискавери» продлевается на сутки, и выход осуществляют астронавты шаттла; или выход осуществляют астронавты МКС, сразу же после отлёта «Дискавери».

### Одиннадцатый день полёта
04:21 15 апреля — 20:21 15 апреля
Кэпком Меган Макартур сообщила командиру «Дискавери» Алану Пойндекстеру, что НАСА приняло решение не добавлять в план полёта «Дискавери» четвёртый выход в открытый космос для замены бака с азотом в системе охлаждения станции. Специалисты НАСА считают, что петля А системы охлаждения, может некоторое время функционировать, несмотря на заклинивший клапан в баке с азотом. Предположительно, выход, с целью замены бака с азотом, выполнят позже астронавты МКС или астронавты, которые прибудут на станцию в мае на шаттле «Атлантис» STS-132.

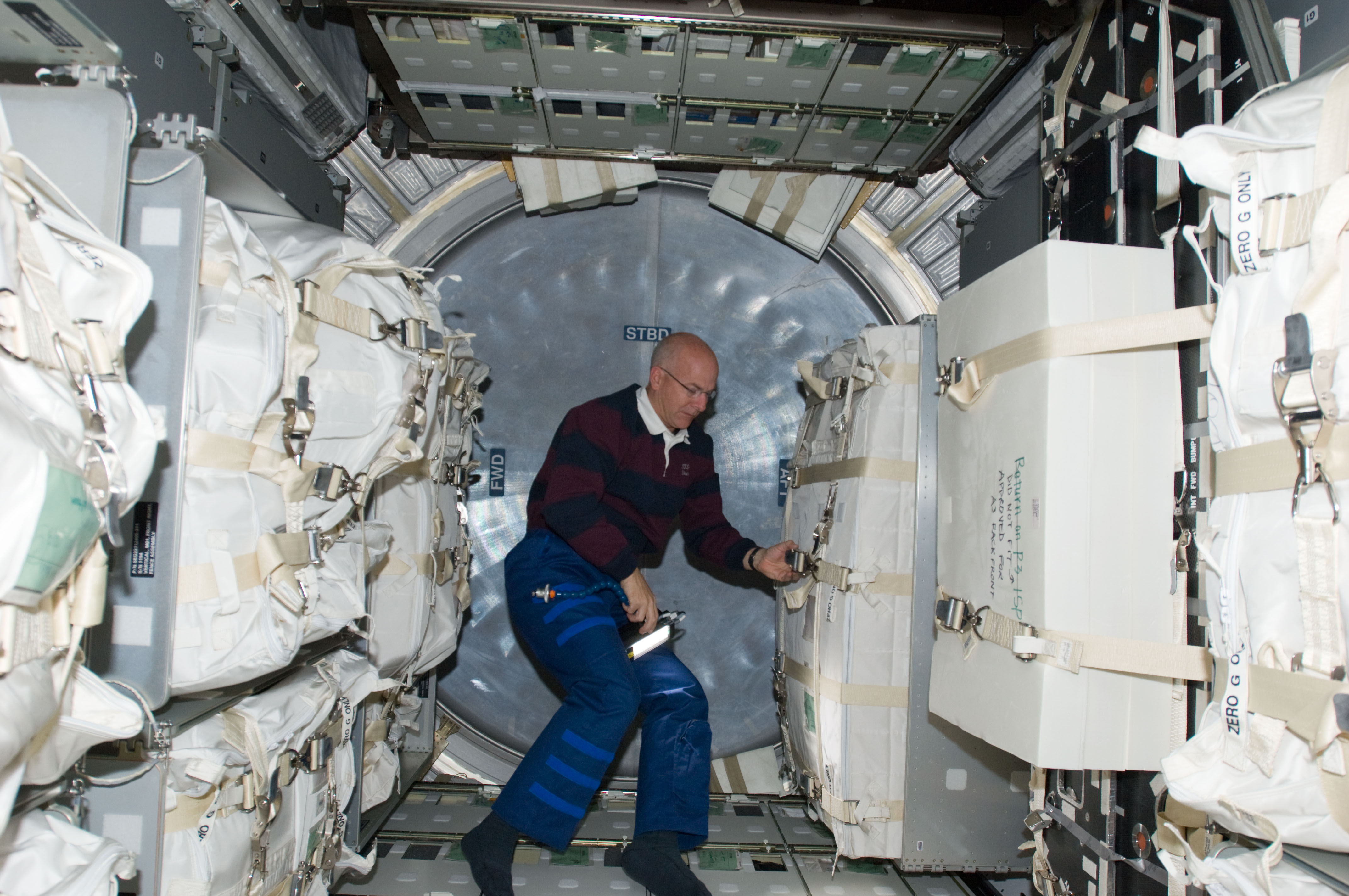
Алан Пойндекстер работает в модуле «Леонардо».

Астронавты закончили переноску оборудования из модуля «Леонардо» в станцию и в обратном направлении результатов экспериментов, проведённых на МКС, и не нужного более на станции оборудования. Всего в модуле «Леонардо» для возвращения на Землю загружено около 2,5 тонн грузов. Закрытие модуля «Леонардо» было запланировано на 7 часов, отстыковка модуля — на 12 часов 45 минут.
В 7 часов 38 минут астронавты сообщили, что разгрузочно-погрузочные работы в модуле «Леонардо» завершены, и люк в модуль был закрыт.
Отстыковка модуля была задержана на один час из-за проблем, возникших в кабельном разъёме электронного блока управления стыковочного механизма. В 12 часов 30 минут специалисты НАСА на Земле продолжали тестировать стыковочный механизм между модулем «Леонардо» и модулем «Гармония». После многочисленных тестов и манипуляций с разъёмами блока управления, специалистам на Земле и астронавтам на шаттле, в конце концов, удалось устранить возникшую проблему.
В 17 часов 25 минут была начата разгерметизация вестибюля между модулями «Леонардо» и «Гармония». В 17 часов 56 минут модуль «Леонардо» был зацеплен роботом-манипулятором станции. Через три часа модуль был отстыкован от нижнего порта модуля «Гармония». В 19 часов 40 минут была закончена разгерметизация вестибюля между модулями «Леонардо» и «Гармония». В 19 часов 48 минут поступила команда на отстыковку. В 20 часов 19 минуты сработали последовательно все шестнадцать автоматических винтов и четыре задвижки. В 20 часов 24 минуты (приблизительно на семь часов позже, чем было запланировано) модуль «Леонардо» отстыкован от станции и удерживается на манипуляторе. В 20 часов 55 минут модуль «Леонардо» был подведён к грузовому отсеку шаттла.
Из-за задержки вызванной проблемой в стыковочном механизме, астронавты вынуждены были продлить свой рабочий день на один час до 21 часа 20 минут. Модуль «Леонардо» остался в подвешенном над грузовым отсеком шаттла состоянии на всю ночь. Установка и закрепление «Леонардо» в грузовом отсеке перенесена на следующий день.

### Двенадцатый день полёта
05:21 16 апреля — 20:21 16 апреля
Рабочий день астронавтов был сдвинут на час вперёд.

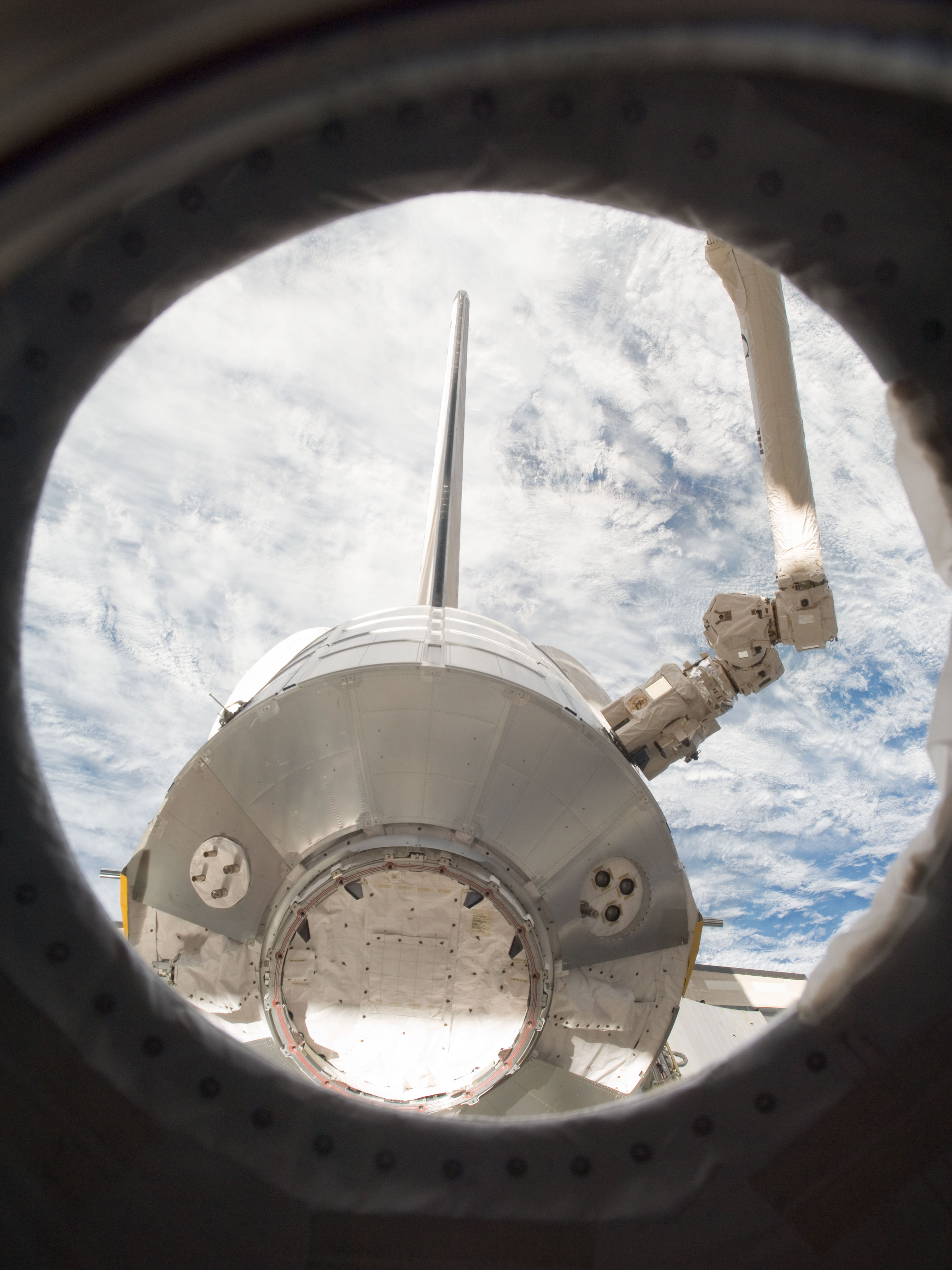
Загрузка модуля «Леонардо» в грузовой отсек шаттла.

В 6 часов 50 минут продолжили загрузку модуля «Леонардо» в грузовой отсек. Манипулятором из модуля «Дестини» управляют Стефани Уилсон и Наоко Ямазаки. Дороти Метклаф-Линденбургер, которая находится в кабине «Дискавери», координирует помещение «Леонардо» в грузовой отсек и управляет креплениями, которые фиксируют модуль «Леонардо» в грузовом отсеке.
В 7 часов 15 минут «Леонардо» закреплён в грузовом отсеке «Дискавери».
После возвращения на Землю, модуль «Леонардо» будет модифицирован и вновь отправлен в шаттле «Дискавери» STS-133 на МКС, где он останется на станции в качестве дополнительного помещения.
После окончания работ с модулем «Леонардо», астронавты приступили к выполнению основного задания дня — инспекция теплозащитного покрытия шаттла. Инспекция началась в 8 часов 16 минут. С помощью лазерного сканера и высокоразрешающей камеры, закреплённых на конце пятидесятифутового удлинителя, который, в свою очередь, подвешен на конце робота-манипулятора станции, астронавты начали обследовать правое крыло «Дискавери». Манипулятором управляют Стефани Уилсон, Дороти Метклаф-Линденбургер, Джозеф Дэттон и Наоко Ямазаки. Согласно плану обследование правого крыла должно продолжаться 3 часа 45 минут. Однако, астронавты выполнили эту работу быстрее. Обследование правого крыла закончилось в 10 часов 33 минуты. Началось обследование носовой части «Дискавери».
В 12 часов 12 минут астронавты продолжили обследование левого крыла шаттла. Инспекция была окончена в 12 часов 55 минут. Изображение полученное в результате инспекции передаётся для анализа на Землю через антенну Ku диапазона МКС, так как аналогичная антенна «Дискавери» не функционирует.

### Тринадцатый день полёта
04:21 17 апреля — 20:21 17 апреля
Экипажи «Дискавери» и МКС попрощались в модуле «Гармония».
В 10 часов 30 минут был закрыт люк между «Дискавери» и МКС.
В 12 часов комплекс МКС + «Дискавери» был развернут на 180°, так что «Дискавери» оказался впереди комплекса по направлению движения по орбите.
«Дискавери» отстыковался от станции в 12 часов 52 минуты. Продолжительность совместного полёта «Дискавери» и МКС составила 10 суток 5 часов 8 минут. Во время отстыковки МКС и «Дискавери» находились над Папуа — Новая Гвинея.

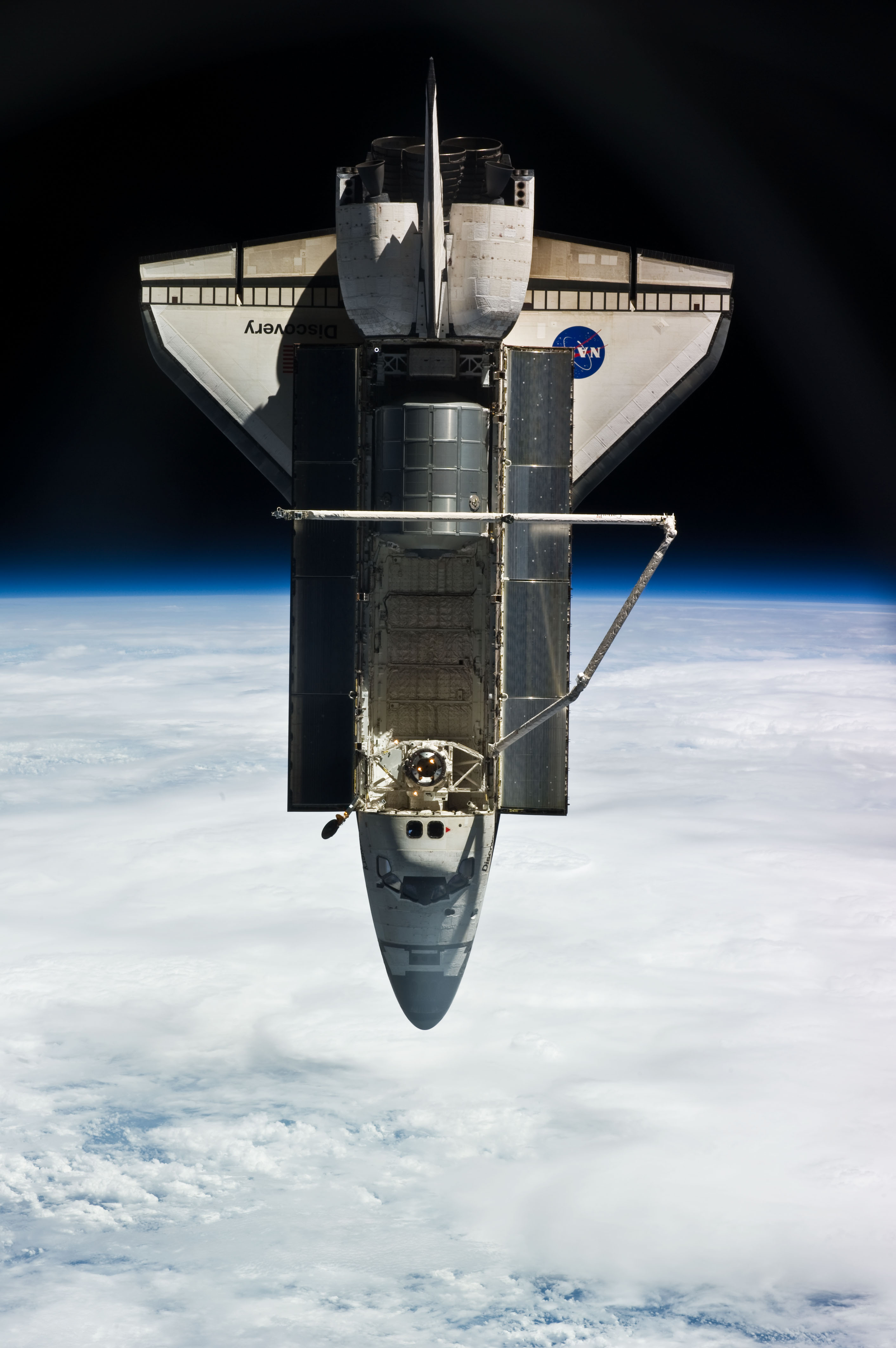
«Дискавери» удаляется от МКС.

В 13 часов «Дискавери» удалился от станции на расстояние 30 метров (100 футов) и удаляется от станции со скоростью 0,08 м/с (0,25 футов/с).
В 13 часов 14 минут шаттл отошел от станции на расстояние 120 метров (400 футов). Пилот шаттла Джеймс Дэттон начал традиционный облёт МКС. В 13 часов 21 минуту шаттл и станция пролетали над Южной Дакотой. В 13 часов 26 минут шаттл над станцией, в 13 часов 39 минут — сзади, в 13 часов 50 минут — под станцией, в 13 часов 59 минут — вновь перед станцией, облёт закончен. Кроткое включение двигателей шаттла. В 14 часов 5 минут шаттл на расстояние 230 метров (750 футов). В 14 часов 15 минут шаттл на расстояние 760 метров (2500 футов) и удаляется от станции со скоростью 1,2 м/с (4 фута/с). В 14 часов 29 минут на 13 секунд были включены двигатели, и «Дискавери» окончательно удалился от станции.
Экипаж шаттла имеет относительно свободный день, так как обычно проводимая сразу после отстыковки инспекция теплозащитного покрытия шаттла, из-за неисправности антенны Ku диапазона, была уже проделана ранее.
Астронавты уложили робот-манипулятор и его удлинитель в грузовом отсеке (17 часов 40 минут). В 18 часов была свёрнута неработающая антенна Ku диапазона.
После анализа изображений теплозащитного покрытия, специалисты НАСА объявили, что «Дискавери» не имеет повреждений и может безопасно приземляться.
Метеорологи предсказывают не благоприятную для приземления погоду на время приземления шаттла в понедельник.

### Четырнадцатый день полёта
04:21 18 апреля — 20:21 18 апреля
Астронавты готовятся к приземлению, они укладывают свои вещи и оборудование и перепроверяют системы шаттла задействованные во время схода с орбиты и приземлении.

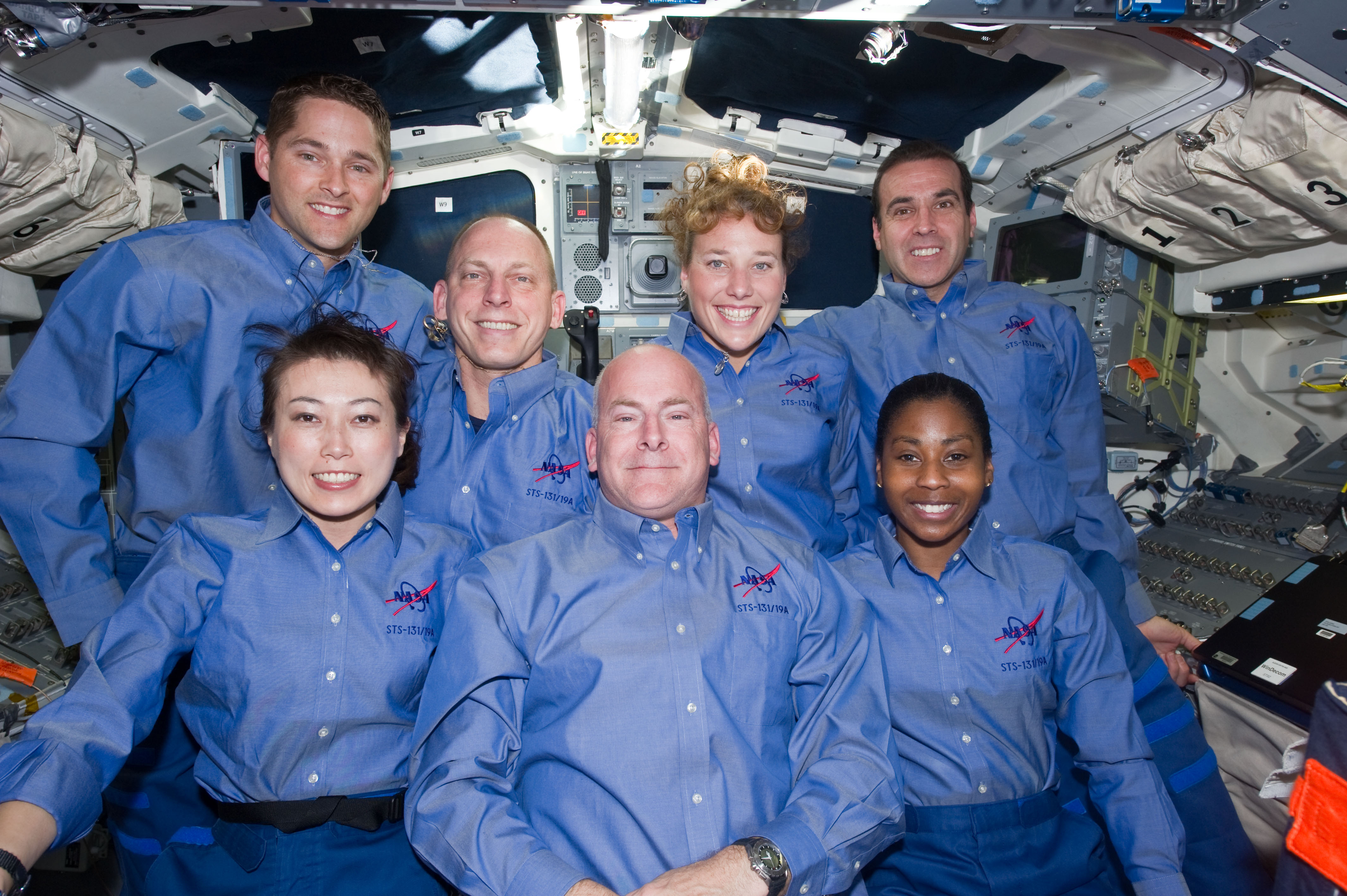
Экипаж «Дискавери» на орбите.

«Дискавери» имеет две возможности для приземления в понедельник 19 апреля на взлетно-посадочной полосе Космического центра имени Кеннеди во Флориде: в 12 часов 51 минуту (8 часов 51 минуту по времени космодрома) и 14 часов 26 минут.
На понедельник не предусматриваются возможности приземления в Калифорнии на военно-воздушной базе Эдвардс.
19 апреля «Дискавери» имел две возможности для приземления в космическом центре Кеннеди:
- 222 виток, торможение в 11 часов 43 минуты приземление в 8 часов 48 минут
- 223 виток, торможение в 13 часов 17 минут приземление в 14 часов 23 минуты.

### Пятнадцатый день полёта
04:21 19 апреля — 19:21 19 апреля
В этот день шаттл имел две возможности для приземления.
- Вариант приземления на 222 витке: включение двигателей на торможение в 11 часов 43 минуты 20 секунд. Продолжительность тормозного импульса 3 минуты 11 секунд. Приземление в 12 часов 48 минут 36 секунд.
- Вторая возможность для приземления на 223 витке: включение двигателей на торможение в 13 часов 17 минуты 48 секунд. Приземление в 14 часов 23 минуты 30 секунд.

Траектория приземления «Дискавери» пролегает поперёк территории США с северо-запада на юго-восток.
После пробуждения астронавты начали подготовку к приземлению. В 9 часов погодные условия на месте приземления остаются неблагоприятными. Прогноз на время приземления также неблагоприятен. В 9 часов 3 минуты был закрыт грузовой отсек «Дискавери». В 11 часов принято решение об отмене приземления на 222 витке и переносе попытки приземления на 223 виток, время приземления — 14 часов 23 минуты.
В 12 часов 45 минут погодные условия на мысе Канаверал не улучшаются: низкая облачность 820 метров (2700 футов), видимость около 3,2 км (2 миль), дождь в тридцатимильной зоне вокруг места приземления.
В 12 часов 57 минут принято решении об отмене и второй попытки приземления.
Планировавшееся на этот день приземление «Дискавери» было отменено из-за низкой облачности и большой вероятности дождя над космодромом на мысе Канаверал. Приземление перенесено на следующий день — вторник, 20 апреля. Погода в Калифорнии была благоприятной для приземления.
20 апреля «Дискавери» имел возможность приземляться или во Флориде или в Калифорнии. Ресурсов шаттла было достаточно для продолжения полёта до среды 21 апреля.
20 апреля «Дискавери» имел пять возможностей для приземления, две во Флориде и три в Калифорнии.
Возможности для приземления 20 апреля в космическом центре во Флориде:
- на 237 витке, тормозной импульс в 10:28:50, приземление в 11:34:08
- на 238 витке, тормозной импульс в 12:02:59, приземление в 13:08:37

Возможности для приземления 20 апреля на военно-воздушной базе Эдвардс в Калифорнии:
- на 238 витке, тормозной импульс в 11:56:29, приземление в 13:01:17
- на 239 витке, тормозной импульс в 13:30:59, приземление в 14:35:57
- на 240 витке, тормозной импульс в 15:05:39, приземление в 16:11:06

Прогноз погоды на 20 апреля был неблагоприятным для Флориды.

### Шестнадцатый день полёта
03:21 20 апреля — 13:08 20 апреля
В 6 часов 40 минут экипаж начал готовиться к приземлению.
В 7 часов 52 минуты был закрыт грузовой отсек «Дискавери».
Над космодромом на самолете Т-38 кружит астронавт Крис Фергюсон и ведёт постоянные наблюдения за погодой. В 7 часов 30 минут Погода в районе космодрома улучшилась по сравнение с предыдущем (19 апреля) днём, но распространяется туман и дождь над океаном.
В 10 часов 11 минут принято решение о пропуске первой возможности для приземления на мысе Канаверал. Причина — та же, неблагоприятная, переменчивая погода: дождь в районе побережья и распространяющийся туман в районе посадочной полосы.
Следующие возможности для приземления: в 13 часов 1 минута на военно-воздушной базе Эдвардс или в 13 часов 8 минут на мысе Канаверал.
В 11 часов 34 минут погода на мысе Канаверал улучшилась. Все параметры в пределах допустимых для приземления. В 11 часов 43 минуты руководитель полёта Брайан Лэнни (Bryan Lunney) принимает решение о приземлении «Дискавери» на 238 витке на взлётно-посадочной полосе № 33 на мысе Канаверал. Полоса № 33 расположена на расстоянии 4,8 км (3 мили), северо-западнее здания вертикальной сборки. Полоса имеет ширину 90 м (300 футов) и длину 4,6 км (15000 футов).
В 12 часов 3 минуты пилоты шаттла включают двигатели на торможение. Двигатели отрабатывают 2 минуты 57 секунд, шаттл сходит с орбиты и устремляется к Земле. В 12 часов 29 минут «Дискавери» разворачивается в положение для входа в атмосферу: днище вперёд, нос вверх под углом 40°. В 12 часов 39 минут «Дискавери» входит в верхние слои атмосферы. В это время скорость шаттла М25, он находится на высоте 122 км (400000 футов) над северной частью Тихого океана, южнее Аляски.
В 12 часов 45 минут «Дискавери» на высоте 74 км (46 миль) пролетает над Ванкувером. «Дискавери» пролетает над штатами Вашингтон, Монтана, Вайоминг, Небраска, Колорадо.
В 12 часов 53 минуты (за 15 минут до приземления) «Дискавери» находится на высоте 58 км (36 миль), на расстоянии 1450 км (900 миль) от места приземления, его скорость — 17700 км/ч (11000 миль/час).
«Дискавери» пролетает над штатами Канзас, Оклахома, Арканзас, Миссисипи, Алабама.
В 12 часов 56 минуты (за 12 минут до приземления) «Дискавери» находится на высоте 50 км (31 миля), на расстоянии 640 км (400 миль) от места приземления, его скорость — 11300 км/ч (7000 миль/час).
Далее «Дискавери» пролетает над штатом Джорджия и затем пересекает границу штата Флорида.
В 13 часов (за 8 минут до приземления) «Дискавери» находится на высоте 35 км (22 мили), на расстоянии 260 км (162 мили) от места приземления, его скорость — 5500 км/ч (3400 миль/час).
В 13 часов 4 минуты (за 4 минут до приземления) «Дискавери» находится на высоте 16 км (10 миль), на расстоянии 109 км (68 миль) от места приземления, его скорость — 1290 км/ч (800 миль/час). Командир «Дикавери» Алан Пойндекстер переходит на ручное управление.
В 13 часов 8 минут «Дискавери» успешно приземлился.

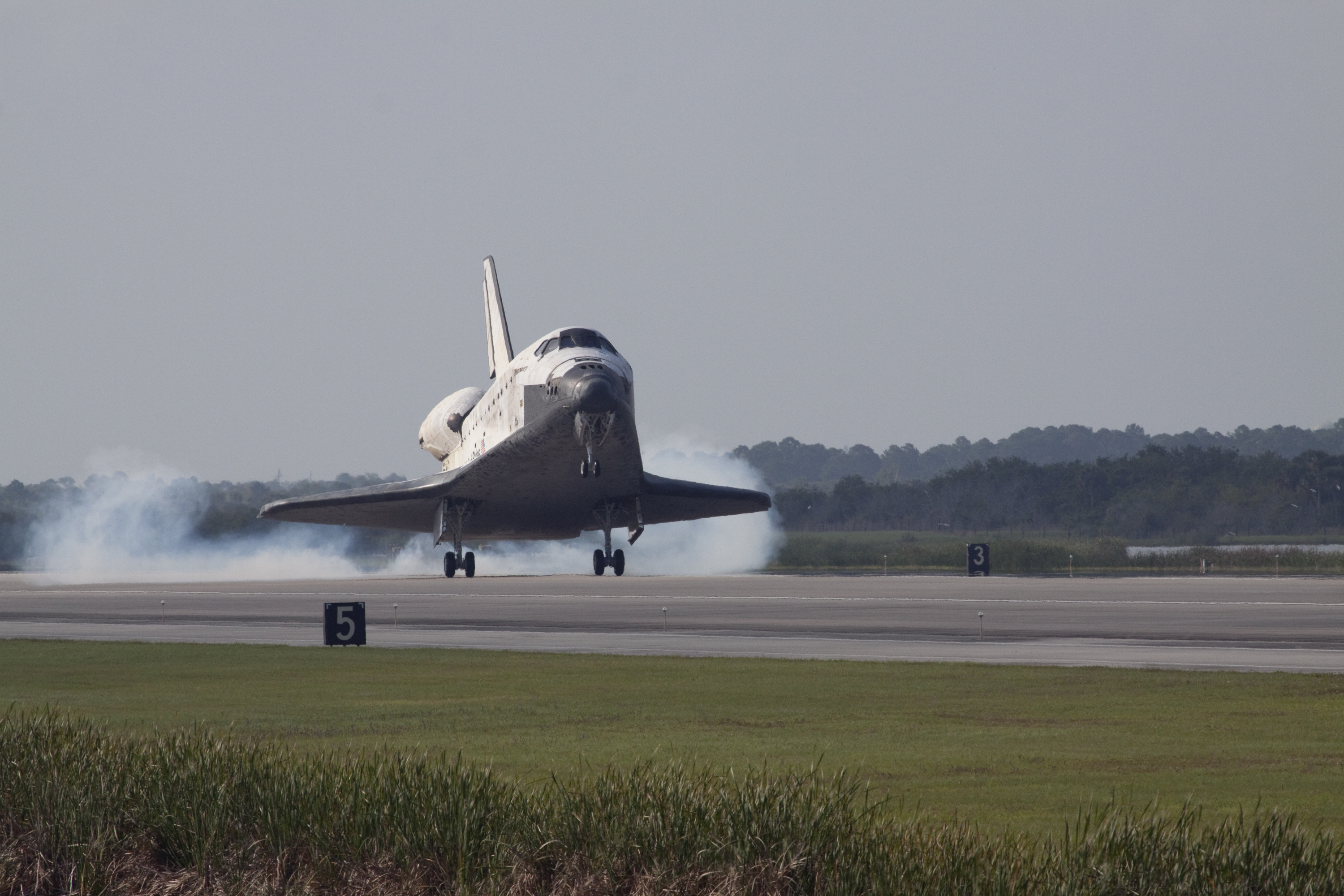
«Дискавери» приземляется.

Продолжительность полёта составила 15 суток 2 часа 47 минут 10 секунд. «Дискавери» прошел 10 млн км (6,23 млн миль). Это был 131-й полёт шаттла, 38-й полёт «Дискавери», 33 полёт шаттла по программе МКС
В 14 часов астронавты вышли из «Дискавери». После первичного медицинского осмотра, астронавты вышли на посадочную полосу для традиционного осмотра своего космического корабля.
В 20 часов «Дискавери» был отбуксирован в ангар, где он будет готовиться к своей последней миссии STS-133, старт которой назначен на 16 сентября 2010 года.

## Итоги
Все основные задания, поставленные перед экипажем «Дискавери», были выполнены. Доставлен и смонтирован на МКС новый бак с аммиаком для системы охлаждения МКС. В модуле «Леонардо» доставлены новое научное оборудование, запасные компоненты, материалы для поддержания работы экипажа МКС. Проведено три успешных выхода в открытый космос. Экипаж имел некоторые сложности из-за отказа антенны Ku диапазона. Полёт «Дискавери» был продлён на одни сутки, чтобы астронавты имели время для обследования теплозащитного покрытия шаттла до отстыковки от МКС. После замены бака с аммиаком, выяснилось, что не функционирует вентиль на линии азота, соединяющий новый бак с баком азота. Руководство полётом приняло решение не ремонтировать вышедший из строя вентиль, рассчитывая на то, что некоторое время система охлаждения МКС способна функционировать в таком состоянии. Это был предпоследний полёт «Дискавери»,